# Liste der Biografien/Mah
Liste der Biografien |
Portal Biografien |
Personensuche
# |
A |
B |
C |
D |
E |
F |
G |
H |
I |
J |
K |
L |
M |
N |
O |
P |
Q |
R |
S |
T |
U |
V |
W |
X |
Y |
Z |
?
 
Ma |
Mb |
Mc |
Md |
Me |
Mf |
Mg |
Mh |
Mi |
Mj |
Mk |
Ml |
Mm |
Mn |
Mo |
Mp |
Mq |
Mr |
Ms |
Mt |
Mu |
Mv |
Mw |
Mx |
My |
Mz
 
Maa |
Mab |
Mac |
Mad |
Mae |
Maf |
Mag |
Mah |
Mai |
Maj |
Mak |
Mal |
Mam |
Man |
Mao |
Map |
Maq |
Mar |
Mas |
Mat |
Mau |
Mav |
Maw |
Max |
May |
Maz
Die Liste der Biografien führt alle Personen auf, die in der deutschsprachigen Wikipedia einen Artikel haben. Dieses ist eine Teilliste mit 724 Einträgen von Personen, deren Namen mit den Buchstaben „Mah“ beginnt.

## Mah
- Mah Li Lian, singapurische Squashspielerin
- Mah, Chonggi (* 1939), südkoreanischer Lyriker
- Mah, Nathaniel (* 1995), kanadischer Nordischer Kombinierer
- Māh-e Mulk, Tochter, Ehefrau und Mutter

### Maha
- Maha, Sängersklavin
- Maha Chakri Sirindhorn (* 1955), thailändische Adelige, Prinzessin des Königreichs ThailandMaha Chakri Sirindhorn (* 1955)

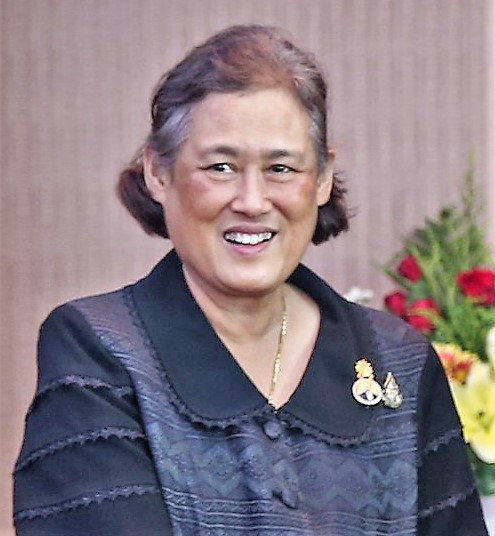
Maha Chakri Sirindhorn (* 1955)

- Maha Ghosananda († 2007), kambodschanischer buddhistischer Mönch; Friedensaktivist
- Maha Sang (* 1945), myanmarischer Rebellenführer
- Maha Senanurak (1773–1817), Kronprinz des Königreichs Siam
- Maha Surasinghanat (1744–1803), siamesischer Militär
- Maha Thammaracha (1514–1590), Herrscher des Königreiches von Ayutthaya
- Mahabane, Zaccheus Richard (1881–1971), südafrikanischer Politiker, zweimaliger Präsident des African National Congress (ANC)
- Mahadevan, Kailas (* 1978), deutscher Schauspieler, Synchronsprecher und Rapper
- Mahadevan, L. (* 1965), indisch-US-amerikanischer Mathematiker
- Mahadevan, Shankar (* 1967), indischer Komponist, Sänger und Playbacksänger
- Mahaffey, Fred K. (1934–1986), US-amerikanischer Offizier, General der US Army
- Mahaffey, Valerie (1953–2025), US-amerikanische SchauspielerinValerie Mahaffey (1953–2025)

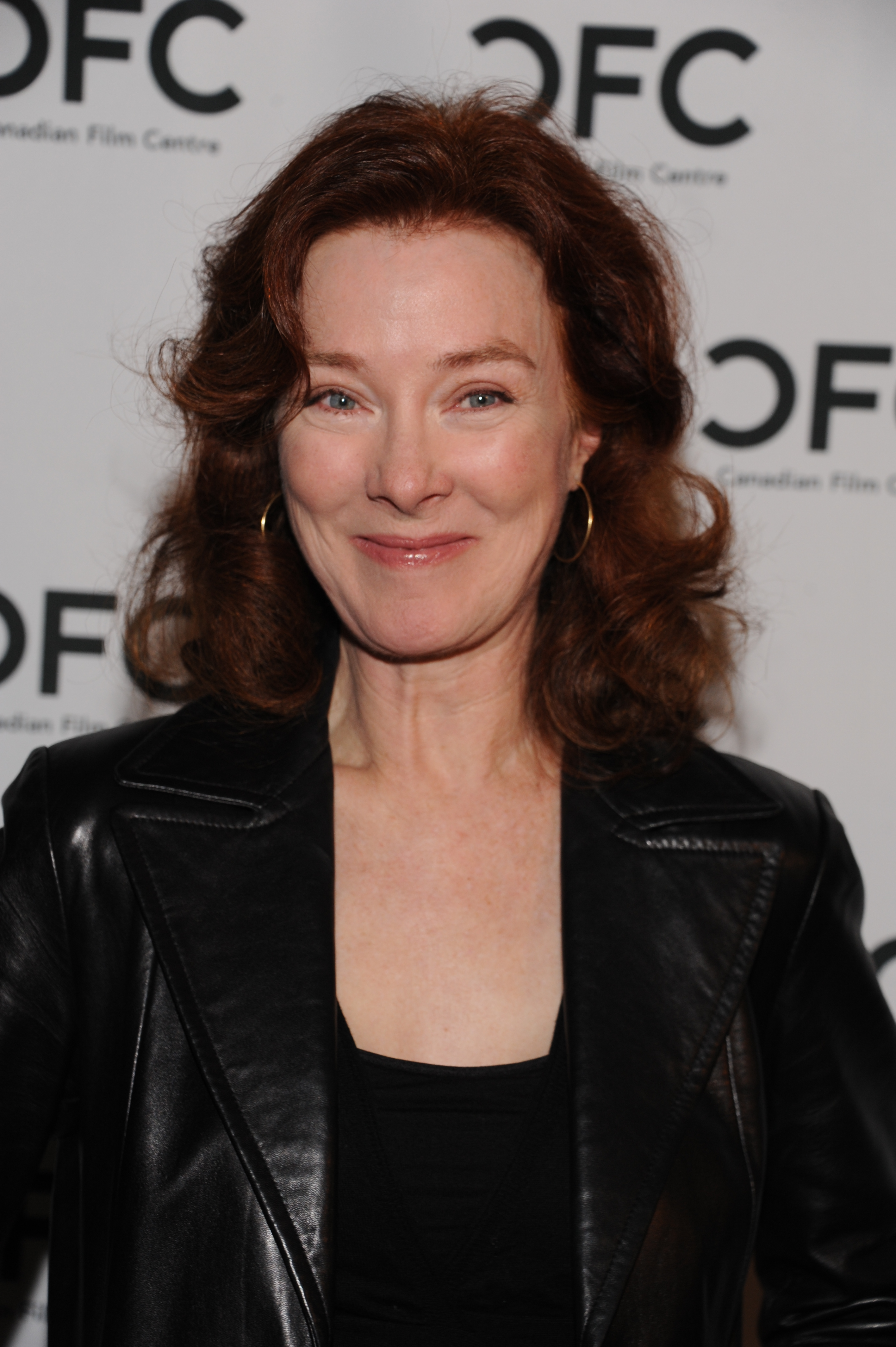
Valerie Mahaffey (1953–2025)

- Mahaffy, Anna-Luisa (* 1997), österreichische Violinistin
- Mahaffy, Johanna (* 1998), österreichische Schauspielerin
- Mahaim, Raphaël (* 1983), Schweizer Politiker (Grüne)
- Mahajan, Karan (* 1984), indisch-amerikanischer Schriftsteller
- Mahajan, Pramod (1949–2006), indischer Politiker
- Mahajindawong, Tawin (* 1998), thailändischer Fußballspieler
- Mahakashyapa, Patriarch des Zen-Buddhismus
- Mahal, Günther (1944–2024), deutscher Germanist und Literaturwissenschaftler
- Mahal, Jinder (* 1986), kanadischer Wrestler
- Mahal, Taj (* 1942), US-amerikanischer Blues-Musiker
- Mahalanobis, Prasanta Chandra (1893–1972), indischer Physiker und Statistiker
- Mahalbašić, Rašid (* 1990), österreichischer Basketballspieler
- Mahalia (* 1998), englische R&B-Musikerin
- Mahall, Rudi (* 1966), deutscher Bassklarinettist
- Mahallī, Dschalāl ad-Dīn al- (1389–1459), ägyptischer Koranexeget der schafi'itischen Rechtsschule
- Mahama, Alima (* 1957), ghanaische Politikerin, Ministerin für Angelegenheiten von Frauen und Kindern in Ghana
- Mahama, Aliu (1946–2012), ghanaischer Politiker
- Mahama, Edward (* 1945), ghanaischer Oppositionspolitiker und Präsidentschaftskandidat
- Mahama, Francis Yahaya (* 1942), ghanaischer Diplomat
- Mahama, Ibrahim (* 1987), ghanaischer Konzeptkünstler
- Mahama, John Dramani (* 1958), ghanaischer PolitikerJohn Dramani Mahama (* 1958)

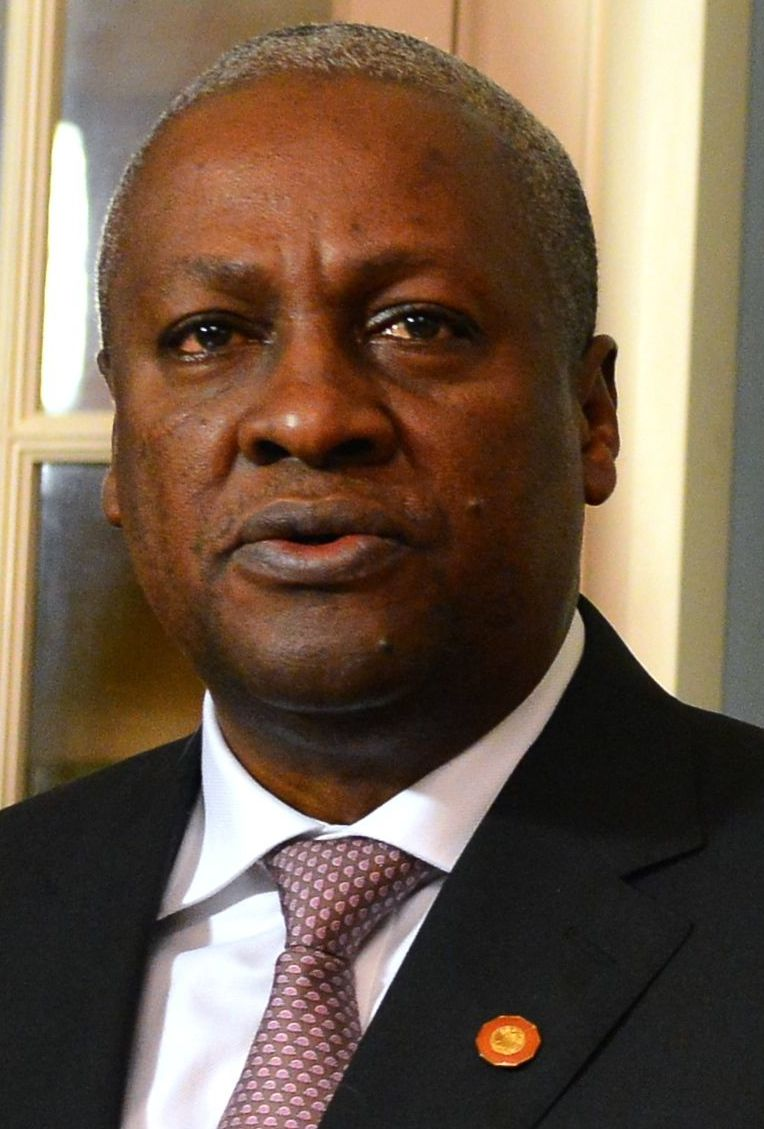
John Dramani Mahama (* 1958)

- Mahamadou, Mahamane Sani (* 1983), nigrischer Politiker (PNDS Tarayya)
- Mahamadou, Ouhoumoudou (* 1954), nigrischer Politiker
- Mahaman, Annou (* 1944), nigrischer Politiker
- Mahamane, Rachida (* 1981), nigrische Leichtathletin
- Mahamasufiya Sani (* 2002), thailändischer Fußballspieler
- Mahamat, Alhadi (* 1986), tschadischer Fußballschiedsrichter
- Mahamat, Ali Hissein (* 2000), tschadischer Leichtathlet
- Mahamat, Bachir (* 1996), tschadischer Leichtathlet
- Mahamidou, Aliou (1947–1996), nigrischer Premierminister
- Məhəmmədov, Camaləddin (* 1989), russischer bzw. aserbaidschanischer Ringer
- Məhəmmədov, Mahmud (* 1986), russischer bzw. aserbaidschanischer Ringer
- Mahamoud, Adel (* 2003), komorisch-französischer Fußballspieler
- Mahamoud, Farah (* 1988), dschibutischer Leichtathlet
- Mahan, Alfred Thayer (1840–1914), US-amerikanischer Marineoffizier, -schriftsteller und -stratege
- Mahan, Bryan F. (1856–1923), US-amerikanischer Politiker
- Mahan, Dennis Hart (1802–1871), US-amerikanischer Bauingenieur und Militärtheoretiker
- Mahan, Gerald D. (1937–2021), US-amerikanischer theoretischer Physiker
- Mahan, Hunter (* 1982), US-amerikanischer Golfer
- Mahan, Shane (* 1964), US-amerikanischer Makeup-, Spezialeffektkünstler und Puppenspieler
- Mahanandia, P. K. (* 1949), indischer KünstlerP. K. Mahanandia (* 1949)

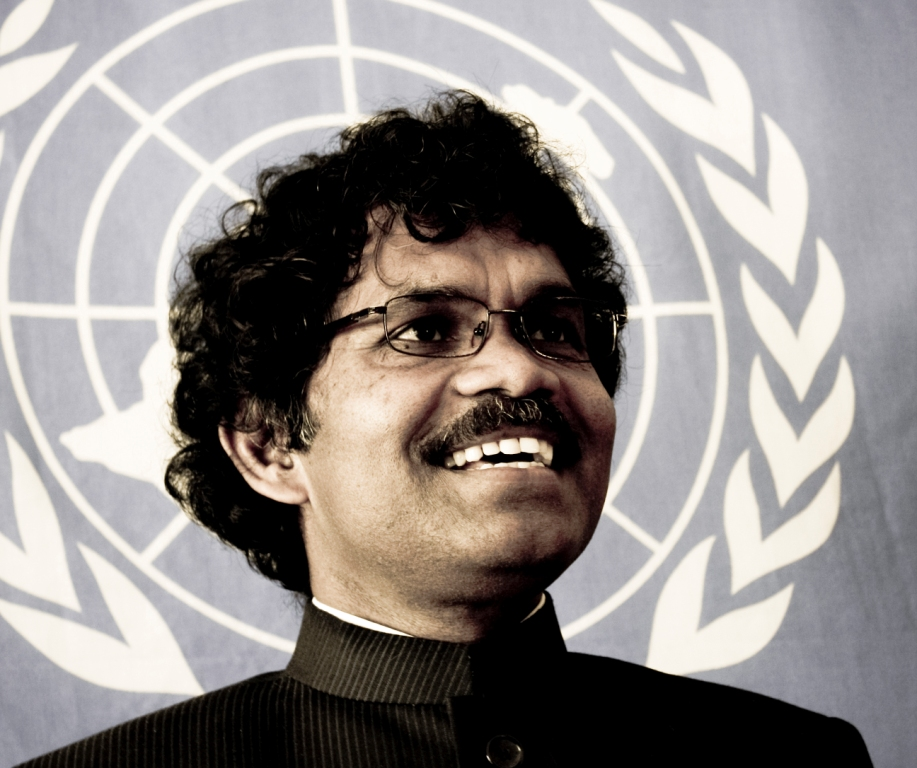
P. K. Mahanandia (* 1949)

- Mahanera, Muhammed, gambischer Politiker
- Mahanetsa, Makoekoe (* 1963), lesothischer Leichtathlet
- Mahaney, Kevin (* 1962), US-amerikanischer Segler
- Mahaney, William (* 1941), US-amerikanischer Geograf und Geologe
- Mahani, al-, persischer Astronom und Mathematiker
- Mahanthappa, Rudresh (* 1971), US-amerikanischer Jazz-Saxophonist und Komponist
- Mahany, Rowland B. (1864–1937), US-amerikanischer Politiker
- Mahanyele-Dabengwa, Phuti, südafrikanische Managerin
- Mahao, Maaparankoe (1968–2015), lesothischer General
- Mahao, Nqosa (* 1957), lesothischer Politiker und Hochschullehrer
- Maharaj, Birju (1938–2022), indischer Tänzer, Choreograph, Komponist, Sänger und Lyriker
- Maharaj, Keshav (* 1990), südafrikanischer Cricketspieler
- Maharaj, Kishan (1923–2008), indischer Tablaspieler
- Maharaj, Mac (* 1935), südafrikanischer Politiker, Geschäftsmann und Hochschullehrer
- Maharaj, Nisargadatta (1897–1981), indischer Spiritueller und YogiNisargadatta Maharaj (1897–1981)

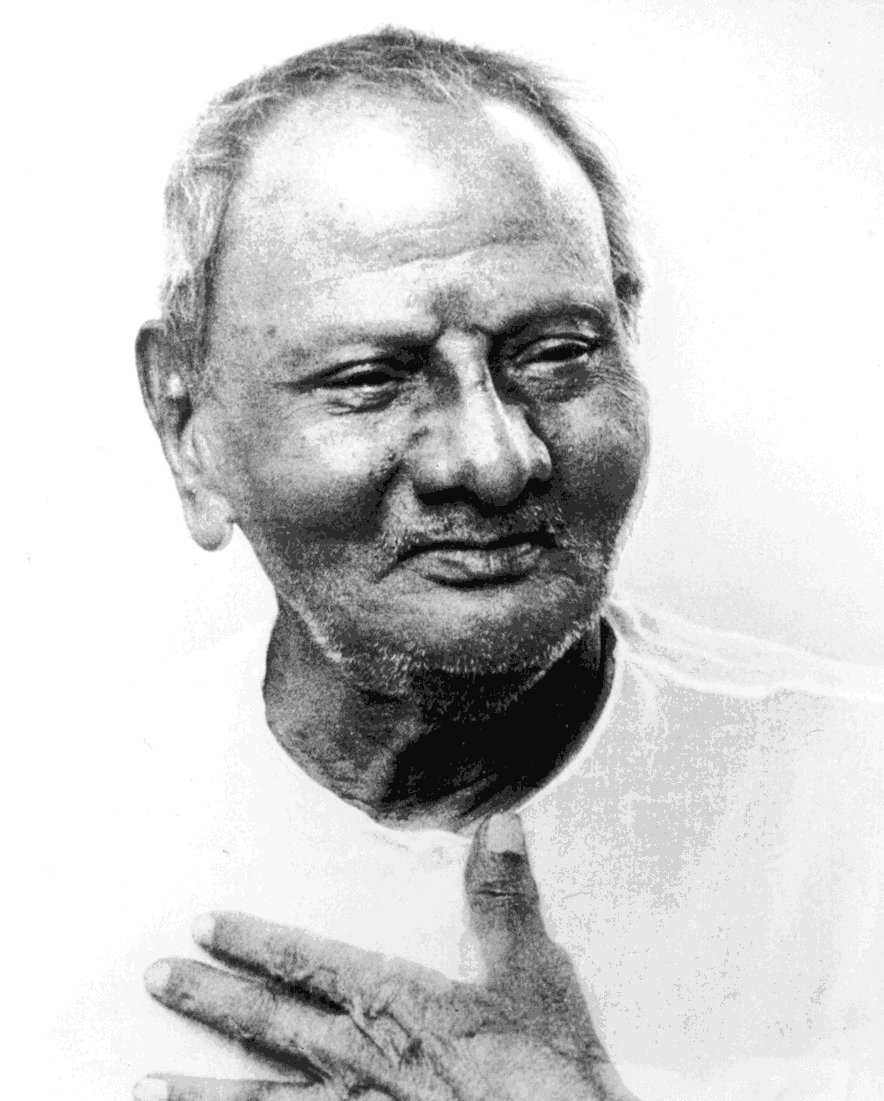
Nisargadatta Maharaj (1897–1981)

- Maharaj, Shambhu († 1970), indischer Tänzer
- Maharaja Krishna Rasgotra (* 1924), indischer Botschafter
- Maharam, Dorothy (1917–2014), US-amerikanische Mathematikerin
- Maharbal, karthagischer Offizier
- Maharero (1820–1890), Kaptein (1861–1890) des südwestafrikanischen Volksstammes der Herero
- Maharero, Frederick (1875–1952), Führer der Herero und Anführer des antikolonialen Widerstandskampfes
- Maharero, Samuel (1856–1923), Kaptein der Herero und Anführer des antikolonialen Widerstandskampfes
- Maharero, Tjinani, namibischer traditioneller Führer
- Maharey, Steve (* 1953), neuseeländischer Politiker, Minister, Abgeordneter
- Maharis, George (1928–2023), US-amerikanischer Schauspieler, Sänger und Maler
- Maharishi Mahesh Yogi (1918–2008), indischer GelehrterMaharishi Mahesh Yogi (1918–2008)

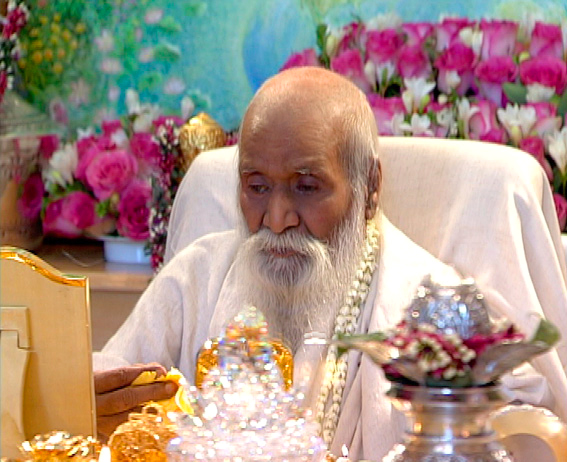
Maharishi Mahesh Yogi (1918–2008)

- Məhərrəmov, Cəmşid (* 1983), aserbaidschanischer Fußballspieler
- Məhərrəmov, Elmar (* 1958), aserbaidschanischer Schachgroßmeister
- Məhərrəmov, Məhəmməd (1895–1982), aserbaidschanischer Politiker, Mitglied des Parlaments der Demokratischen Republik Aserbaidschan
- Məhərrəmov, Məlik (1920–2004), aserbaidschanisch-sowjetischer Offizier, Oberst und Kommandeur eines Schützenbataillons während des Großen Vaterländischen Krieges
- Maharshi, Ramana (1879–1950), indischer spiritueller Lehrer
- Mahasi Sayadaw (1904–1982), myanmarischer Lehrer der Vipassana-Meditation
- Mahassen, Assaad Said (* 1909), syrischer Diplomat und Außenminister
- Mahasti (1946–2007), iranische Sängerin
- Mahathir bin Mohamad (* 1925), malaysischer Politiker, Premierminister von MalaysiaMahathir bin Mohamad (* 1925)

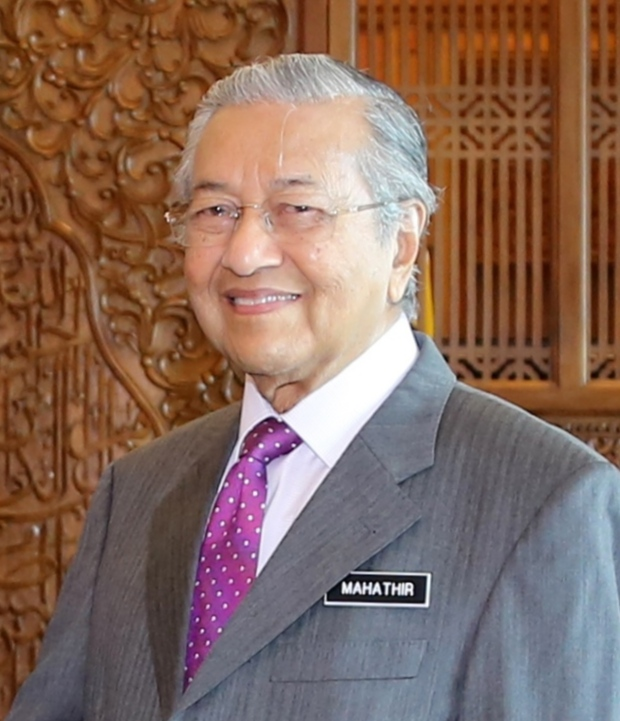
Mahathir bin Mohamad (* 1925)

- Mahato, Rita (* 1975), nepalesische Menschenrechtlerin
- Mahaut, Albert (1867–1943), französischer Organist; Musikpädagoge und Komponist
- Mahaut, Antoine († 1785), Komponist der Klassik
- Mahavira, indischer Mathematiker
- Mahawong, Prajak (* 1981), thailändischer Radrennfahrer
- Mahayuddin, Indra Putra (* 1981), malaysischer Fußballspieler

### Mahb
- Mahbaz, Ace (* 1986), gehörloser Schauspieler und Autor
- Mahboob, Ali Hasan (* 1981), bahrainischer Langstreckenläufer
- Mahboob, Roya, afghanische Unternehmerin
- Mahbuba, Sängersklavin und Dichterin, Konkubine des zehnten Abbasiden-Kalifen al-Mutawakkil
- Mahbubani, Kishore (* 1948), singapurischer Politikwissenschaftler und Diplomat
- Mahbud, Izwan (* 1990), singapurischer Fußballspieler

### Mahc
- Mahçupyan, Etyen (* 1950), armenisch-türkischer Journalist

### Mahd
- Mahdalik, Anton (* 1966), österreichischer Politiker (FPÖ), Landtagsabgeordneter
- Mahdaoui, Nja (* 1937), tunesischer Künstler
- Mahdar, Martin (* 1989), slowakischer Radrennfahrer
- Mahdavi, Ardeshir, Leiter des Institutes für Architekturwissenschaften sowie der Abteilung für Bauphysik und Bauökologie an der TU Wien
- Mahdavi-Kani, Mohammed Reza (1931–2014), schiitischer Geistlicher sowie Innenminister und Ministerpräsident der Islamischen Republik Iran
- Mahdavian, Fatemeh (* 1970), iranische Grasskiläuferin
- Mahdavikia, Mehdi (* 1977), iranischer FußballspielerMehdi Mahdavikia (* 1977)

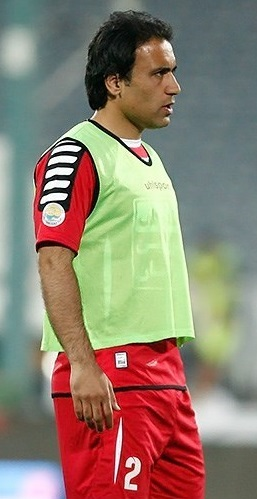
Mehdi Mahdavikia (* 1977)

- Mahdi al-Harati, islamistischer Kämpfer, Führer der Liwaa al-Umma
- Mahdī ʿĀmil (1936–1987), libanesischer marxistischer Intellektueller, Aktivist, Journalist und Dichter
- Mahdi, Abd al-Rahman al- (1885–1959), sudanesischer Politiker
- Mahdi, Abdel-Rahman († 2015), irakischer Generalmajor
- Mahdi, al- († 785), dritter Kalif der Abbasiden (775–785)
- Mahdi, Hadi al- († 2011), irakischer Journalist, Schauspieler und Radiomoderator
- Mahdī, Muhammad al-, verborgener zwölfter Imam der Imamitischen Schiiten
- Mahdi, Muhsin (1926–2007), US-amerikanischer Arabist und Islamwissenschaftler irakischer Herkunft
- Mahdi, Sadiq al- (1935–2020), sudanesischer Politiker
- Mahdi, Salah El (1925–2014), tunesischer Musikwissenschaftler und Komponist
- Mahdoufi, Hicham (* 1983), marokkanischer Fußballspieler
- Mahdschub, Abd al-Chaliq (1927–1971), sudanesischer Politiker
- Mahdschub, Muhammad Ahmad (1908–1976), sudanesischer Politiker, Premierminister
- Mahdy, Christine El (1950–2008), englische Ägyptologin

### Mahe
- Mahé de La Bourdonnais, Louis-Charles († 1840), französischer Schachmeister
- Mahé, André (1919–2010), französischer Radrennfahrer
- Mahé, Anna (1882–1960), französische Anarchistin
- Mahé, François (1930–2015), französischer Radrennfahrer
- Mahé, Joseph (1937–1987), französischer Radrennfahrer
- Mahé, Kentin (* 1991), französischer HandballspielerKentin Mahé (* 1991)

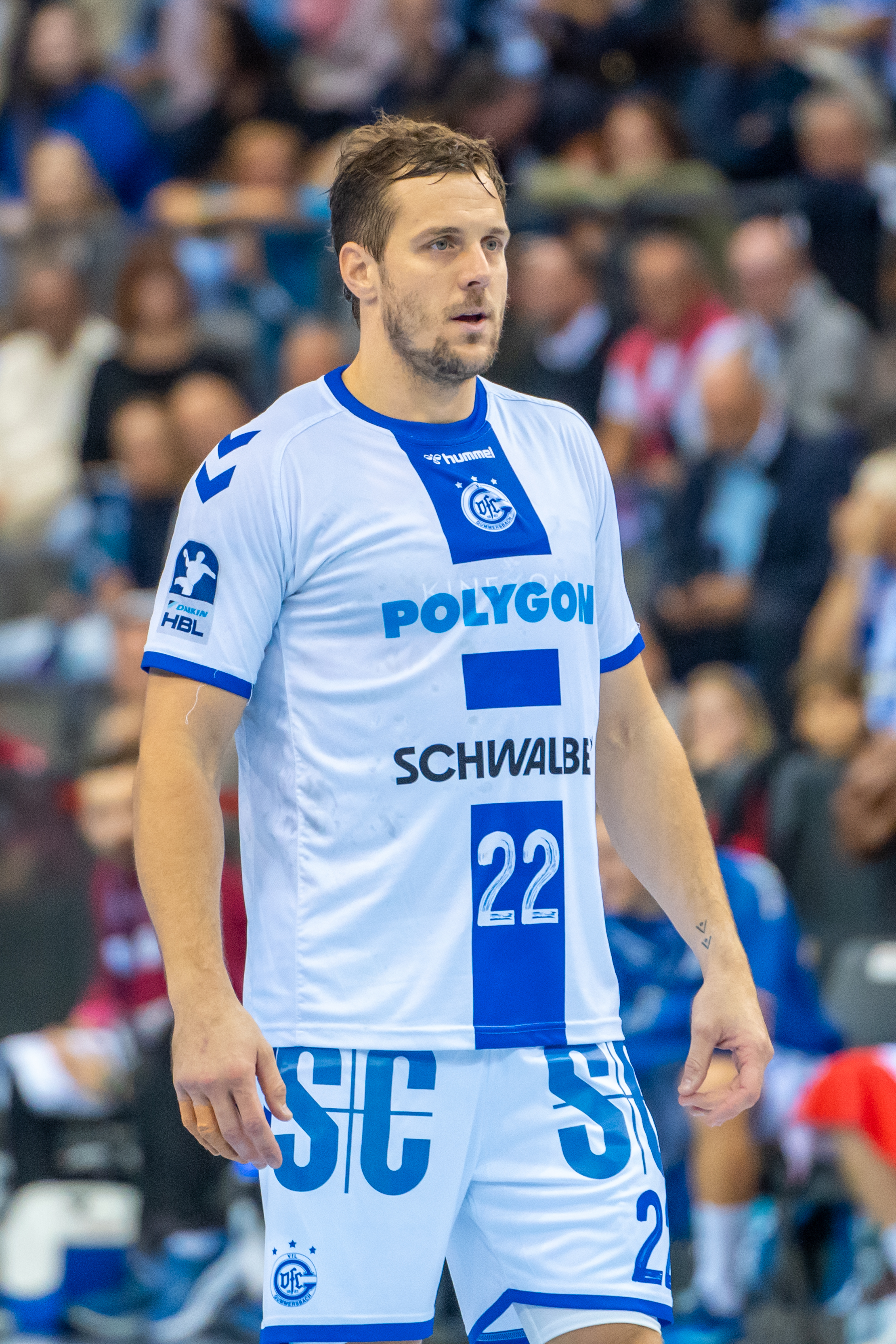
Kentin Mahé (* 1991)

- Mahé, Norbert-Jean (1903–1986), französischer Autorennfahrer
- Mahé, Pascal (* 1963), französischer Handballspieler
- Mahe, Rick Tchamako, vanuatuischer Politiker
- Mahé, Stéphane (* 1968), französischer Fußballspieler
- Mahel, Rico Diogo (* 1989), deutscher Filmregisseur, Drehbuchautor, Filmeditor und Fotograf
- Mahen, Jiří (1882–1939), tschechischer Dramatiker, Dichter, Journalist und Bibliothekar
- Mahend Betind, Pierre (1930–2002), kamerunischer Pfarrer und Ethnologe
- Mahendra (1920–1972), nepalesischer Adeliger, König von Nepal
- Mahendra, Aldi (* 2006), indonesischer Motorradrennfahrer
- Mahendraraja, Gopalaswamy (1956–1994), Mitglied der Befreiungstiger von Tamil Eelam
- Mahendravarman I. († 630), König der tamilischen Dynastie der Pallava
- Mahendru, Annet (* 1989), US-amerikanische Schauspielerin
- Maher Pascha, Ali (1882–1960), ägyptischer Politiker
- Maher Shalal Hash Baz, japanischer Komponist
- Maher, Adam (* 1993), niederländischer Fußballspieler
- Maher, Ahmed (1935–2010), ägyptischer Politiker und Diplomat
- Maher, Ahmed (* 1980), ägyptischer Mitbegründer der Jugendbewegung des 6. April
- Maher, Amina (* 1992), iranische Künstlerin und Filmemacherin
- Maher, Ben (* 1983), britischer Springreiter
- Maher, Bill (* 1956), US-amerikanischer Komiker, Schauspieler, Schriftsteller, Fernsehproduzent, FernsehmoderatorBill Maher (* 1956)

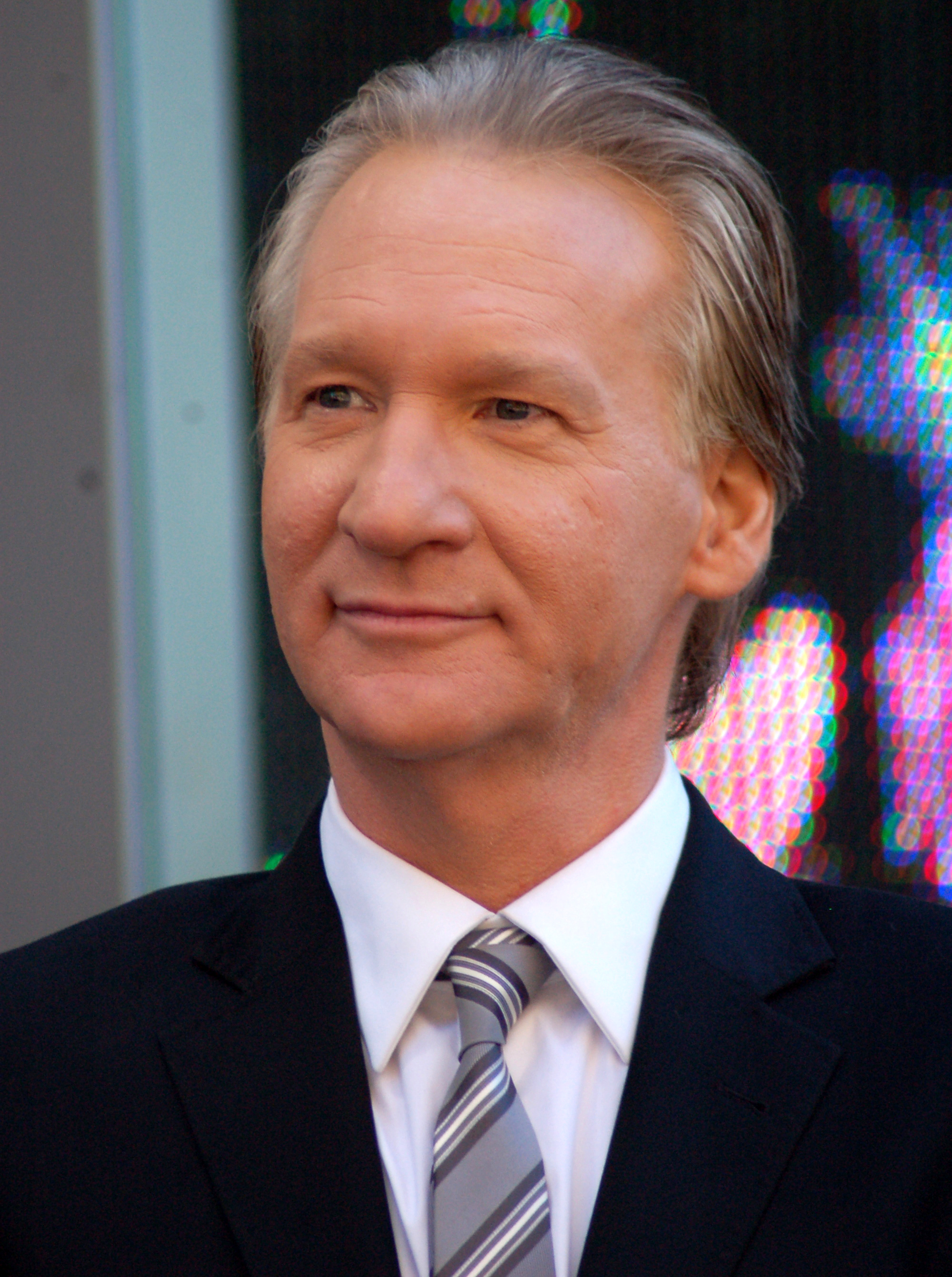
Bill Maher (* 1956)

- Maher, Francis (1918–1992), US-amerikanischer American-Football-Spieler
- Maher, Fred (* 1964), US-amerikanischer Schlagzeuger und Musikproduzent
- Maher, Ilona (* 1996), US-amerikanische Rugby-Spielerin
- Maher, James P. (1865–1946), US-amerikanischer Politiker
- Maher, John J. (* 1948), US-amerikanischer Offizier, Generalmajor der US-Army
- Maher, Joseph (1933–1998), irischer Film- und Theaterschauspieler
- Maher, Kaitlyn (* 2004), US-amerikanische Schauspielerin und Sängerin
- Maher, Katherine (* 1983), US-amerikanische Managerin, Geschäftsführerin der Wikimedia Foundation
- Maher, Kevin (* 1972), irischer Journalist, Filmkritiker, Kolumnist und Schriftsteller
- Maher, Kim (* 1971), US-amerikanische Softballspielerin
- Maher, Leo Thomas (1915–1991), US-amerikanischer Geistlicher, römisch-katholischer Bischof von San Diego
- Maher, Mary Cecilia (1799–1878), neuseeländische Nonne, Lehrerin, Sozialarbeiterin und Gründerin der Kongregation der Sisters of Mercy in Auckland
- Maher, Matt (* 1974), kanadischer christlicher Musiker, Songwriter und Lobpreisleiter
- Maher, Matthew, US-amerikanischer Schauspieler
- Maher, Moustafa (1936–2021), ägyptischer Übersetzer
- Maher, Peadar (1924–2012), irischer Politiker (Fianna Fáil)
- Maher, Sean (* 1975), US-amerikanischer SchauspielerSean Maher (* 1975)

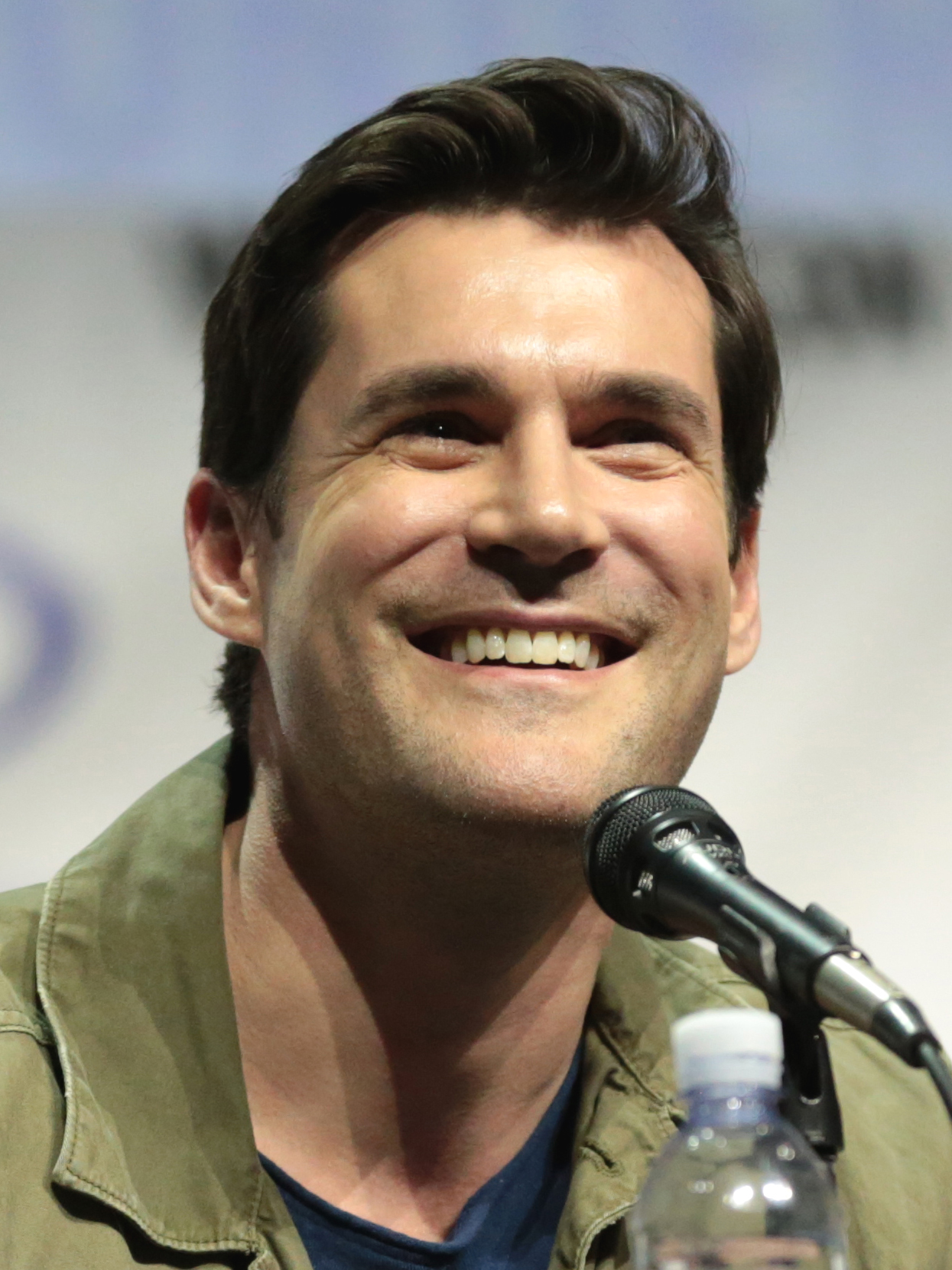
Sean Maher (* 1975)

- Maher, Steven (* 1962), US-amerikanischer Rennrodler
- Maher, Thomas Joseph (1922–2002), irischer Politiker, Mitglied des Europäischen Parlaments
- Maher, William (* 1946), US-amerikanischer Ruderer
- Maher-Schalal-Hasch-Bas, Name des zweiten Sohnes des Propheten Jesaja
- Maheras, Evangelos (1918–2015), griechischer Politiker und Friedensaktivist
- M’Ahesa, Sent (1883–1970), Ausdruckstänzerin der Moderne
- Maheswaran, T. (1960–2008), sri-lankischer Politiker
- Maheswari, Nitya Krishinda (* 1988), indonesische Badmintonspielerin
- Maheswary, Renjith (* 1986), indischer Dreispringer
- Maheu, Jack (1930–2013), US-amerikanischer Jazzmusiker
- Maheu, René (1905–1975), französischer Philosoph, Kulturattachée und tätig in leitenden Positionen bei der UNESCO
- Maheux, Caroline (* 1969), kanadische Eisschnellläuferin

### Mahf
- Mahfoodh, Husain (* 2001), bahrainischer Handballspieler
- Mahfoudhi, Dorra (* 1993), tunesische Stabhochspringerin
- Mahfouz, Joseph (1932–2010), libanesischer Geistlicher, maronitischer Bischof von Nossa Senhora do Líbano em São Paulo
- Mahfud, Toni (* 1994), deutscher Influencer, Model und Künstler
- Mahfuz, Asmaa (* 1985), ägyptische politische Aktivistin
- Mahfuz, Chalid bin (1949–2009), saudi-arabischer Vermögensverwalter
- Mahfuz, Nagib (1911–2006), ägyptischer SchriftstellerNagib Mahfuz (1911–2006)

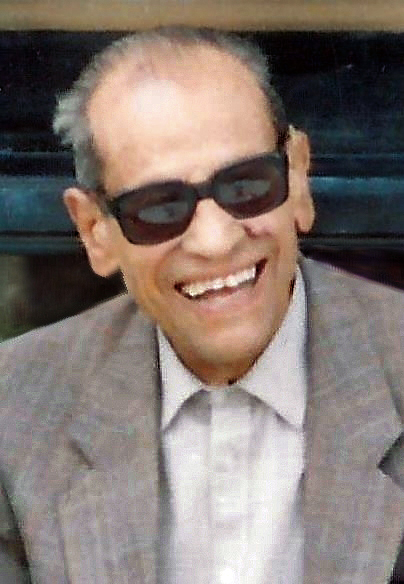
Nagib Mahfuz (1911–2006)

### Mahh
- Maḫḫaza, orientalischer Herrscher

### Mahi
- Mahi, Ginni (* 1998), indische Sängerin
- Mahi, Mimoun (* 1994), marokkanisch-niederländischer Fußballspieler
- Mahidevran Sultan, Nebenfrau des osmanischen Sultans Süleyman des Prächtigen, Mutter von Şehzade Mustafa
- Mahidol Adulyadej (1892–1929), Mitglied der siamesischen Königsfamilie, Marineoffizier und Arzt; Vater des thailändischen Königs
- Mahieu, Jacques de (1915–1990), französischer Akademiker und Schriftsteller der Novelle Droite
- Mahieu, Jesse (* 1978), niederländischer Hockeyspieler
- Mahieu, Romain (* 1995), französischer Radrennfahrer
- Mahieu, Wiro (* 1964), niederländischer Jazzmusiker (Bass, Komposition)
- Mahieux, Jacques (1946–2016), französischer Jazzmusiker
- Mahiga, Augustine (1945–2020), tansanischer Diplomat und Politiker
- Mahillon, Victor-Charles (1841–1924), belgischer Musiker, Instrumentenbauer und Autor
- Mahin, Herrscher des Königreiches von Ayutthaya
- Mahin, John Lee (1902–1984), US-amerikanischer Drehbuchautor
- Mahinda, Sohn Kaiser Ashokas und buddhistischer Heiliger
- Mahini, Hossein (* 1986), iranischer Fußballspieler
- Mahinmi, Ian (* 1986), französischer Basketballspieler
- Mahir, Mirja (* 1974), deutsche Schauspielerin
- Mahir, Sabri (* 1890), türkischer Boxer und Boxtrainer
- Mahita, Sarah (* 1997), deutsche Schauspielerin
- Mahitthi, Atthasit (* 1978), thailändischer Snookerspieler
- Mahiya, Daniel (* 2007), österreichischer Fußballspieler

### Mahj
- Mahjoub, Abderrahman (1929–2011), marokkanisch-französischer Fußballspieler und -trainer
- Mahjoub, Jaber al (1938–2021), tunesisch-französischer Maler und Künstler
- Mahjoub, Morteza (* 1980), iranischer Schachgroßmeister
- Mahjoubi, Mohamed Ali (* 1966), tunesischer Fußballspieler

### Mahk
- Mahkamov, Hamza (1959–2010), usbekischer Eisenbahnarbeiter und Lokführer, Held Usbekistans
- Mahkamov, Ilhom (* 1979), usbekischer Politiker
- Mahkamow, Qahhor (1932–2016), sowjetisch-tadschikischer Politiker
- Mahkorn, Richard (1943–2007), deutscher Journalist
- Mahkovec, Marcel (* 2003), slowenischer Eishockeyspieler

### Mahl
- Mähl, Albert (1893–1970), deutscher Schriftsteller und Journalist
- Mähl, Andreas (* 1961), deutscher Fußballspieler
- Mahl, Emil (1899–1967), Kapo im Krematoriumskommando des KZ DachauEmil Mahl (1899–1967)

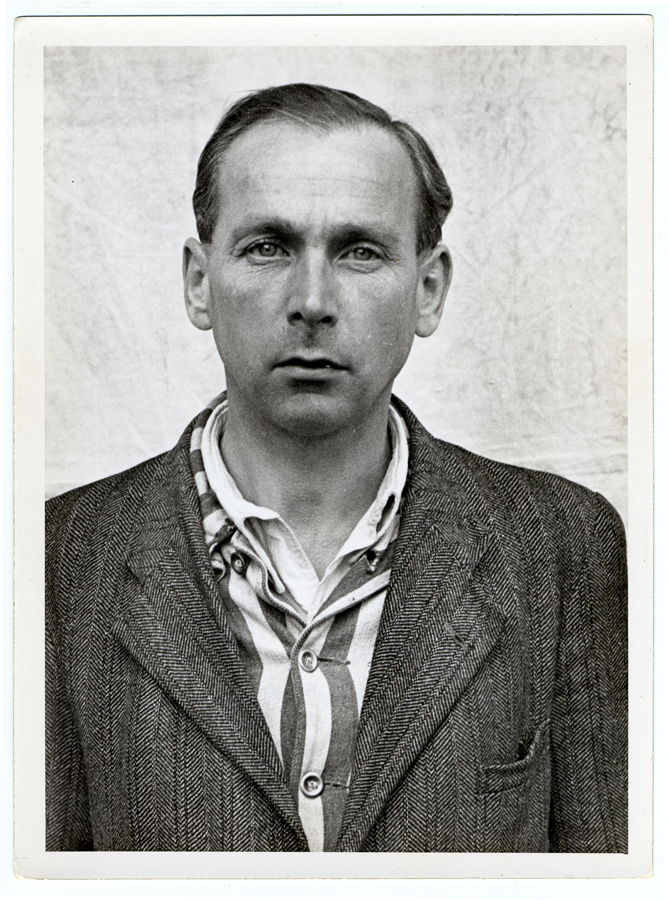
Emil Mahl (1899–1967)

- Mähl, Eva (* 1965), deutsche Fernsehmoderatorin und Schauspielerin
- Mahl, Georg (1870–1939), deutscher Verwaltungsbeamter
- Mähl, Günter, deutscher Politiker (NDPD), MdV
- Mähl, Gustav (1789–1833), deutscher Chemiker und Pharmazeut an der Universität Rostock
- Mahl, Hans (1909–1988), deutscher Physiker und Spezialist für Elektronenmikroskopie
- Mähl, Hans-Joachim (1923–2001), deutscher Literaturwissenschaftler und Hochschullehrer
- Mähl, Joachim (1827–1909), plattdeutscher Dichter und Lehrer
- Mahl, Johannes (* 1998), deutscher Volleyballspieler
- Mahl, Sam (1913–1992), US-amerikanischer Fotograf, Grafikdesigner, und Kunsthändler
- Mahl, Victor (1889–1915), britischer Luftfahrtpionier
- Mahla, Elisabeth (1889–1974), deutsche Frauenrechtlerin
- Mahla, Friedrich (1798–1875), deutscher Rechtsanwalt
- Mahla, Friedrich August (1829–1913), deutscher Jurist und Politiker (NLP), MdR
- Mahlab, Ibrahim (* 1949), ägyptischer Diplomingenieur und Politiker
- Mahlalela, Bongiwe (* 1999), eswatinische Sprinterin
- Mahlalela, Charles (* 1962), eswatinischer Boxer
- Mahlandt, Matthias (1809–1873), deutscher Kaufmann
- Mahlangu, Esther (* 1935), südafrikanische Malerin der Ndebele-Ethnie
- Mahlangu, Magodonga, simbabwische Menschenrechtlerin
- Mahlangu, May (* 1989), südafrikanischer Fußballspieler
- Mahlangu, Solomon Kalushi (1956–1979), südafrikanischer Anti-Apartheidskämpfer und Mitglied des Umkhonto we Sizwe
- Mahlasela, Vusi (* 1965), südafrikanischer Sänger, Musiker, Komponist
- Mahlathini (1938–1999), südafrikanischer Sänger
- Mahlau, Alfred (1894–1967), deutscher Maler, Grafiker und Hochschullehrer
- Mahlau, Hans (1900–1991), deutscher Schauspieler sowie Hörspiel- und Synchronsprecher
- Mahlau, Kathrin (* 1973), deutsche Pädagogin und Hochschullehrerin
- Mahlau, Nils-Peter (* 1935), deutscher Kameramann, Kinderdarsteller
- Mahlau, Petra, deutsche Psychotherapeutin
- Mahlberg, George E. (1954–2011), US-amerikanischer Schauspieler, Tontechniker, DJ, Hörfunkmoderator und Astrophysiker
- Mahlberg, Hermann J. (* 1938), deutscher Künstler und emeritierter Hochschullehrer für Kunsterziehung
- Mahlberg, Marianne (1914–1981), deutsche Ruderin
- Mahlberg, Michaela (* 1974), deutsche Linguistin
- Mahlberg, Paul (1889–1970), deutscher Architekt, Kunsthistoriker und Designer
- Mahlberg, Reinhard (* 1959), deutscher Schauspieler
- Mahlberg, Renate (1949–2019), deutsche Schriftstellerin
- Mahlberg, Thomas (* 1965), deutscher Politiker (CDU), MdL, MdB
- Mahlberg, Walter (1884–1935), deutscher Wirtschaftswissenschaftler
- Mahle, Eberhard (1933–2021), deutscher Automobilrennfahrer
- Mahle, Ernst (1896–1983), deutscher Industrieller und Ingenieur
- Mahle, Ernst (1929–2025), deutsch-brasilianischer Musikpädagoge, Dirigent und Komponist
- Mahle, Hans (1911–1999), deutscher Parteifunktionär (KPD, SED, SEW)Hans Mahle (1911–1999)

Hans Mahle (1911–1999)

- Mahle, Heinrich (1841–1887), württembergischer Oberamtmann
- Mahle, Hermann (1894–1971), deutscher Unternehmer
- Mahlein, Anne-Katrin (* 1981), deutsche Agrarwissenschaftlerin insbesondere der Phytomedizin
- Mahlein, Leonhard (1921–1985), deutscher Gewerkschafter, Vorsitzender der IG Druck und Papier (1968–1983)
- Mahlen, Johann Christoph von (1720–1789), preußischer Generalmajor und Chef des Dragonerregiments Nr. 2
- Mahlendorf, Walter (* 1935), deutscher Leichtathlet und Olympiasieger
- Mählenhoff, Hinrich (1886–1971), deutscher Politiker, MdL
- Mahler Walther, Kathrin (* 1970), deutsche Soziologin und DDR-Bürgerrechtlerin
- Mahler, Andreas (* 1957), deutscher Anglist
- Mahler, Anna (1904–1988), österreichische BildhauerinAnna Mahler (1904–1988)

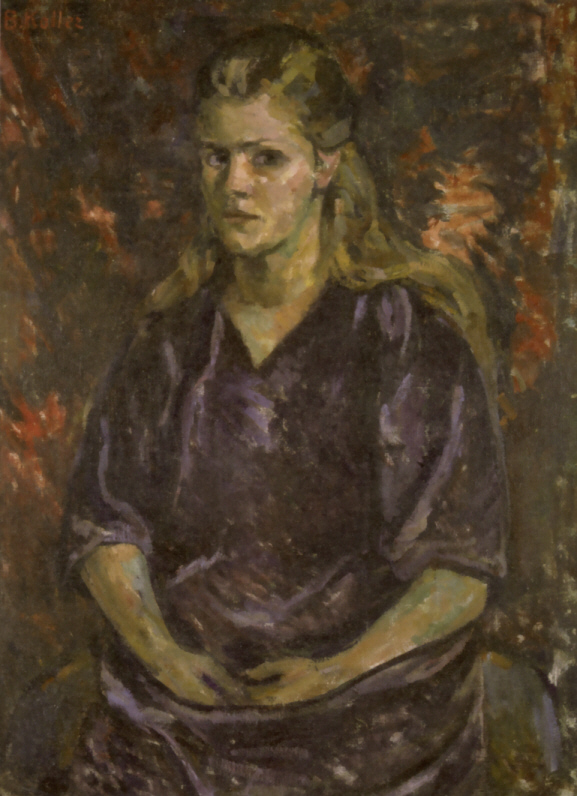
Anna Mahler (1904–1988)

- Mahler, Anna-Sophie (* 1979), deutsche Schauspiel- und Opernregisseurin
- Mahler, Arthur (1871–1916), böhmisch-österreichischer Archäologe
- Mahler, Bruce (* 1950), US-amerikanischer Schauspieler, Filmproduzent und Drehbuchautor
- Mahler, Charlotte (1894–1973), deutsche Ärztin
- Mahler, Christian (1900–1976), dänisch-deutscher Politiker (SSW), MdL
- Mahler, Christian (1905–1966), deutscher Widerstandskämpfer gegen den Nationalsozialismus und SED-Funktionär
- Mähler, Christoph (1736–1814), deutscher katholischer Priester, bischöflicher Provikar in Speyer
- Mahler, Claudia (* 1969), österreichische Rechtswissenschaftlerin und Menschenrechtsexpertin
- Mahler, Cornelia (* 1963), deutsche Pflegepädagogin und Hochschullehrerin der Eberhard-Karls-Universität Tübingen
- Mahler, Eduard (1857–1945), ungarischer Orientalist, Naturwissenschaftler und Archäologe
- Mähler, Eilert, schwedischer Skispringer
- Mahler, Elise (1856–1924), deutsche Malerin, Grafikerin und Fotografin
- Mahler, Elise (1862–1945), Schweizer Künstlerin der Art brut
- Mahler, Elsa (1882–1970), Schweizer Slawistin und Volkskundlerin; erste Professorin an der Universität Basel
- Mahler, Eugen (1927–2019), deutscher Mediziner, Künstler, Psychoanalytiker und Hochschullehrer
- Mahler, Franz Joseph (1795–1845), deutscher Instrumentenbauer und Erfinder
- Mahler, Friedrich (1878–1948), österreichischer Architekt
- Mahler, Fritz (1901–1973), US-amerikanischer Dirigent österreichischer Abstammung
- Mahler, Gerhard (1930–1996), deutscher Unternehmer und Politiker (CDU), MdL
- Mahler, Gerhard (1931–2019), deutscher Fernsehtechniker
- Mahler, Günter (1945–2016), deutscher Physiker
- Mahler, Gustav (1860–1911), österreichischer Komponist und DirigentGustav Mahler (1860–1911)

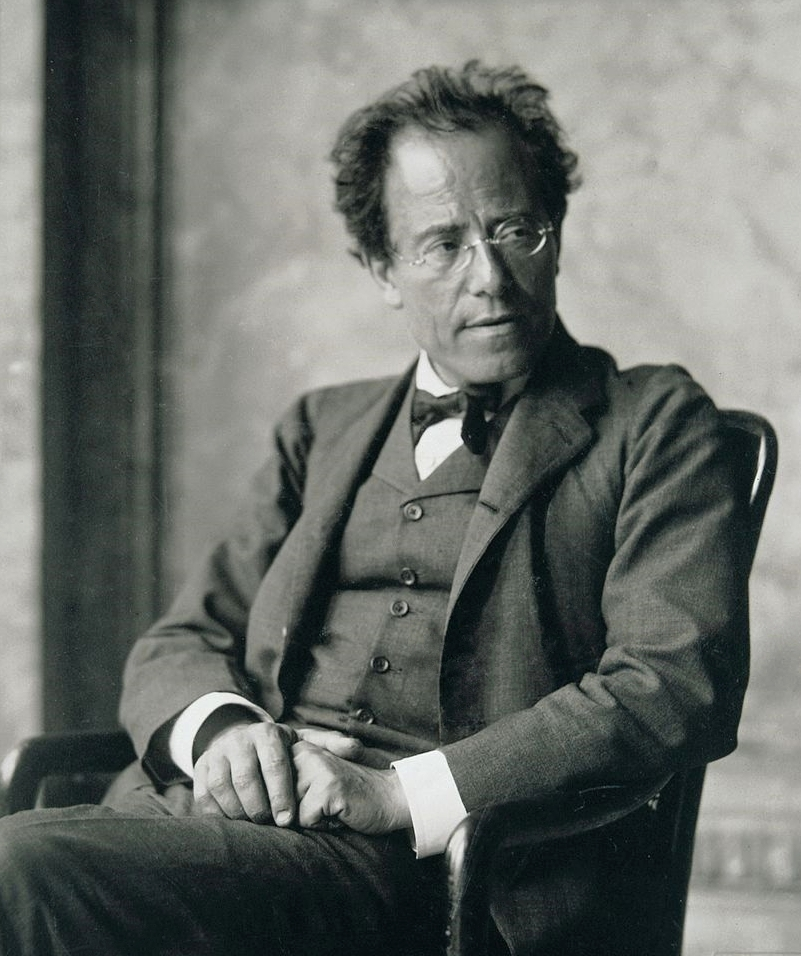
Gustav Mahler (1860–1911)

- Mahler, Halfdan T. (1923–2016), dänischer Generaldirektor der Weltgesundheitsorganisation (WHO)
- Mahler, Hannes Malte (1968–2016), deutscher Performancekünstler, Zeichner, Maler und Fotograf
- Mahler, Hanns-Christian (* 1972), deutscher Wissenschaftler und Manager
- Mahler, Hans (1900–1970), deutscher Theater- und Filmschauspieler
- Mahler, Heidi (* 1944), deutsche Volksschauspielerin
- Mahler, Horst (1936–2025), deutscher Rechtsanwalt, Gründungsmitglied der Rote Armee Fraktion und NeonaziHorst Mahler (1936–2025)

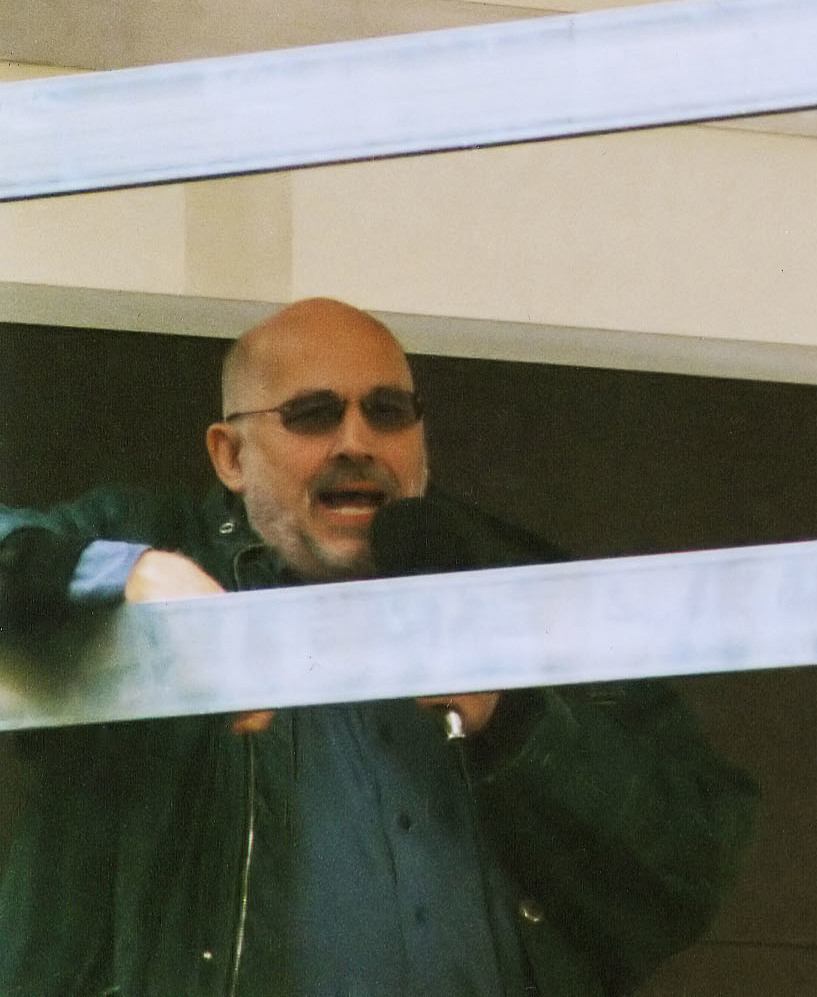
Horst Mahler (1936–2025)

- Mahler, Horst K. (* 1958), deutscher Paläontologe und Fossiliensammler
- Mahler, Jacob (* 2000), singapurischer Fußballspieler
- Mahler, Kai (* 1995), Schweizer Freestyle-Skisportler
- Mahler, Karl (1887–1966), deutscher Pädagoge, Unternehmer und Politiker (FDP)
- Mahler, Klaus (1940–2011), deutscher Architekt und Hochschullehrer
- Mahler, Kurt (1903–1988), britischer Mathematiker
- Mahler, Margaret (1897–1985), US-amerikanische Psychoanalytikerin ungarischer Herkunft
- Mahler, Margot (1945–1997), bayerische Volksschauspielerin
- Mahler, Miriam (* 1953), deutsche Schauspielerin
- Mahler, Nicolas (* 1969), österreichischer Comiczeichner
- Mahler, Norbert (1961–2013), deutscher Schauspieler und Regisseur
- Mahler, Oskar (* 1952), deutscher Künstler, Puppenspieler, Schauspieler, Autor
- Mahler, Patrick (* 1982), Schweizer Koch
- Mahler, Rémy (* 1956), französischer Orgelbauer
- Mahler, Rudolf (1905–1995), deutscher Grafiker und Maler
- Mahler, Sepp (1901–1975), deutscher Kunstmaler
- Mahler, Tönnies, deutscher Tischler, Bildschnitzer und Tafelmaler
- Mahler, Ute (* 1949), deutsche Fotografin und Hochschullehrerin
- Mahler, Wera (1899–1991), deutsch-jüdische Psychologin und Mitarbeiterin von Kurt Lewin an der Humboldt-Universität zu Berlin
- Mahler, Werner (* 1950), deutscher Fotograf
- Mähler, Willibrord Joseph (1778–1860), Maler
- Mahler, Wolfgang (* 1959), deutscher Behindertensportler
- Mahler-Werfel, Alma (1879–1964), österreichische KomponistinAlma Mahler-Werfel (1879–1964)

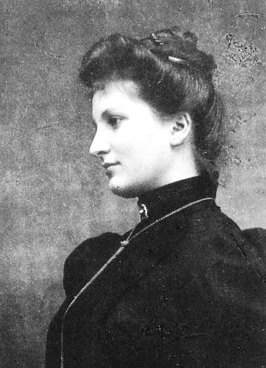
Alma Mahler-Werfel (1879–1964)

- Mahlert, Dieter (1945–2019), deutscher Politiker (SPD), MdBB
- Mählert, Ulrich (* 1968), deutscher Zeithistoriker
- Mahlerwein, Lutz (* 1942), deutscher Fernsehjournalist
- Mahlerwein, Nikolaus (1769–1834), Landtagsabgeordneter Großherzogtum Hessen
- Mahlhaus, Nike, deutsche Umweltschützerin
- Mählich, Georg (* 1880), deutscher Polizeipräsident in Waldenburg/Niederschlesien
- Mahlich, Hans (1912–1986), deutscher Filmproduktionsleiter
- Mahlich, Holger (* 1945), deutscher Schauspieler und Synchronsprecher
- Mahlich, Irene (* 1923), Schauspielerin und Synchronregisseurin
- Mahlich, Leonhard (* 1979), deutscher Synchronsprecher
- Mählich, Roman (* 1971), österreichischer Fußballspieler, -trainer und -funktionärRoman Mählich (* 1971)

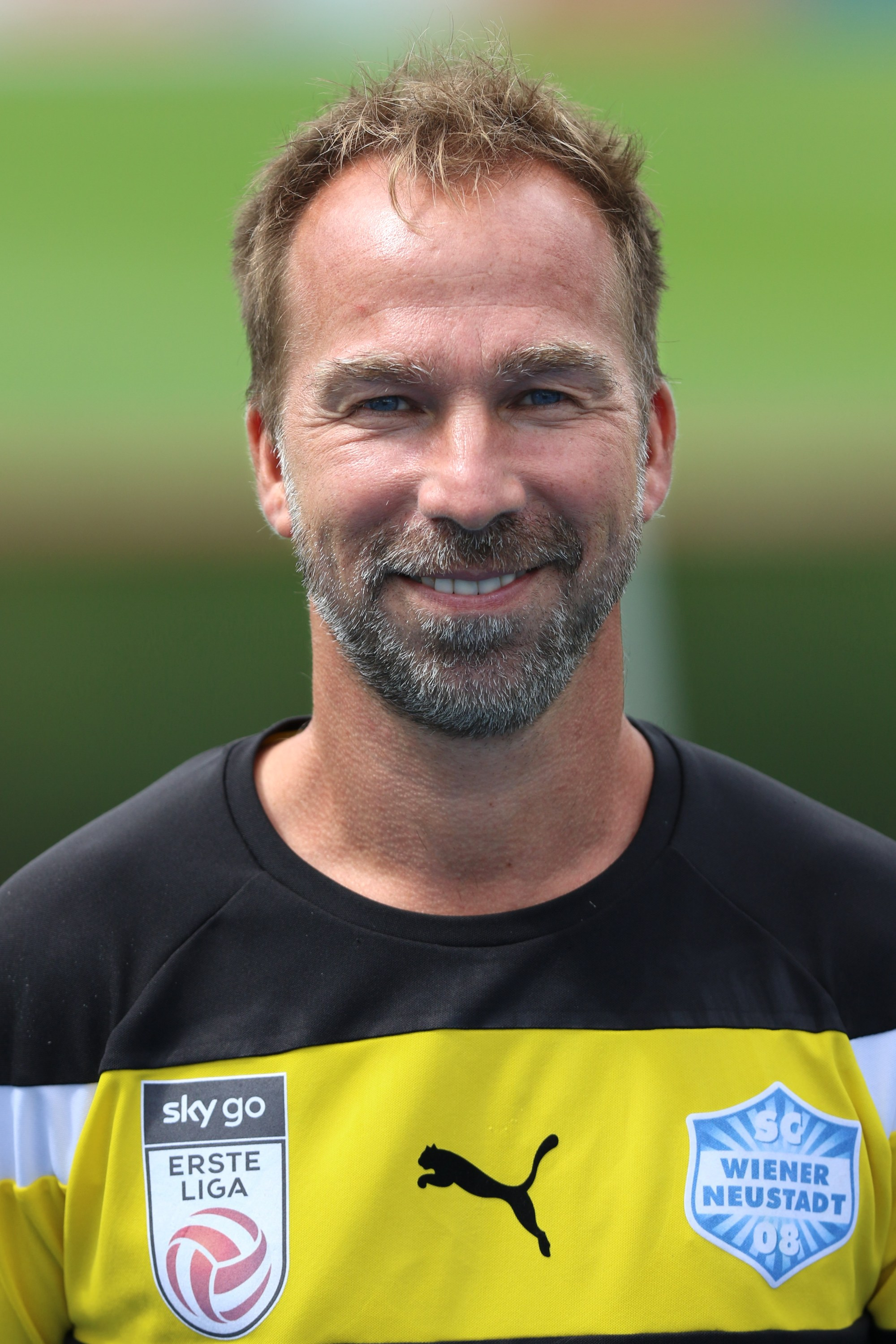
Roman Mählich (* 1971)

- Mahling, Christoph-Hellmut (1932–2012), deutscher Musikwissenschaftler
- Mahling, Friedrich (1865–1933), deutscher Theologe
- Mahling, Lothar (* 1952), deutscher Journalist und Medienberater
- Mahling, Madlena (* 1981), deutsche Historikerin
- Mahlitz, Hans-Jürgen (* 1942), deutscher Journalist und politischer Publizist
- Mahlke, Ellen (1914–1988), deutsche Schauspielerin, Hörspielsprecherin und Schauspiellehrerin
- Mahlke, Franz (1885–1957), deutscher Schriftsteller und Lyriker
- Mahlke, Hans (1889–1959), deutscher Violinist, Bratschist und Musikpädagoge
- Mahlke, Heinrich (1851–1921), deutscher Schneidermeister und Politiker (SPD), MdR
- Mahlke, Helmut (1913–1998), deutscher Offizier, Generalleutnant der Bundeswehr
- Mahlke, Inger-Maria (* 1977), deutsche SchriftstellerinInger-Maria Mahlke (* 1977)

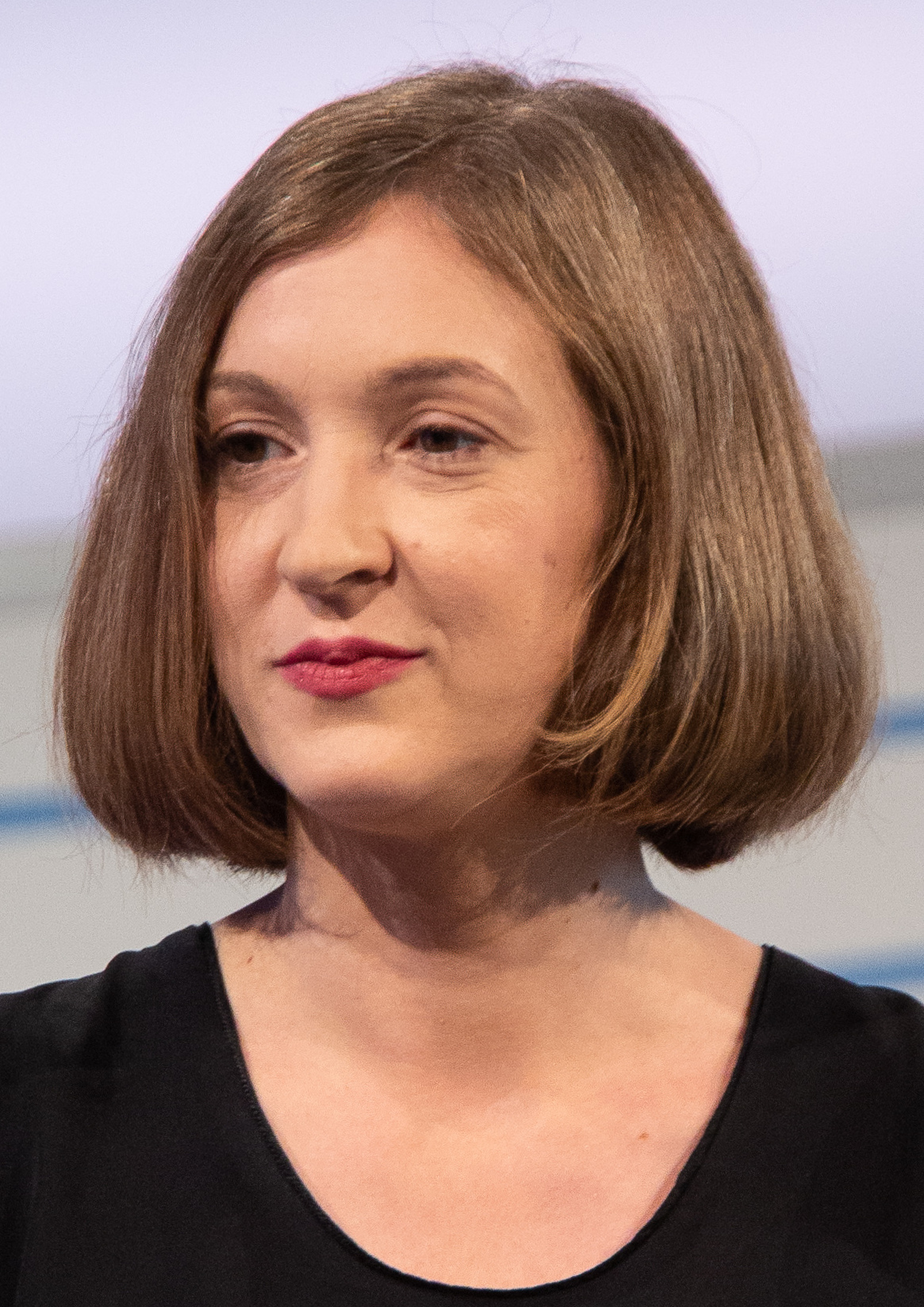
Inger-Maria Mahlke (* 1977)

- Mahlke, Kirsten (* 1972), deutsche Romanistin
- Mahlke, Knut (* 1943), deutscher Dirigent, Schauspieler und Hörspielsprecher
- Mahlke, Vera (1913–1982), deutsche Tänzerin, Choreografin, Ballettmeisterin und Tanzpädagogin
- Mahlknecht, Bruno (* 1940), italienischer Autor und Heimatkundler (Südtirol)
- Mahlknecht, Edmund (1820–1903), österreichischer Landschaftsmaler
- Mahlknecht, Erhard (* 1966), italienischer Naturbahnrodler
- Mahlknecht, Ivo (1939–2020), italienischer Skirennläufer
- Mahlknecht, Johann Dominik (1793–1876), französischer Bildhauer
- Mahlknecht, Joseph Anton (1827–1869), österreichischer Porträt- und Genremaler
- Mahlknecht, Martina (* 1984), deutsch-italienische Film- und Theaterregisseurin und Bühnenbildnerin
- Mahlknecht, Selma (* 1979), italienische Schriftstellerin, Drehbuchautorin und Dramaturgin
- Mahlknecht, Ulrich (* 1967), deutscher Mediziner
- Mahlkow-Nerge, Katrin (* 1965), deutsche Agrarökonomin und Hochschullehrerin
- Mahlmann, Adolf (1876–1945), deutscher Kommunist und Widerstandskämpfer gegen den Nationalsozialismus
- Mählmann, Antje-Britt (* 1979), deutsche Kunsthistorikerin und Kuratorin
- Mahlmann, Carl-Heinz (1907–1965), deutscher Fußballspieler
- Mahlmann, Gisela (* 1945), deutsche Fernsehjournalistin
- Mahlmann, Günter (1908–1975), deutscher Fußballtrainer
- Mählmann, Heiko (* 1965), deutscher Ingenieur, Präsident der Deutschen Lebens-Rettungs-Gesellschaft Landesverband Hamburg e. V.
- Mählmann, Heinrich Christian Friedrich (1818–1866), Hamburger Kaufmann
- Mahlmann, Matthias (* 1966), deutscher Rechtswissenschaftler und HochschullehrerMatthias Mahlmann (* 1966)

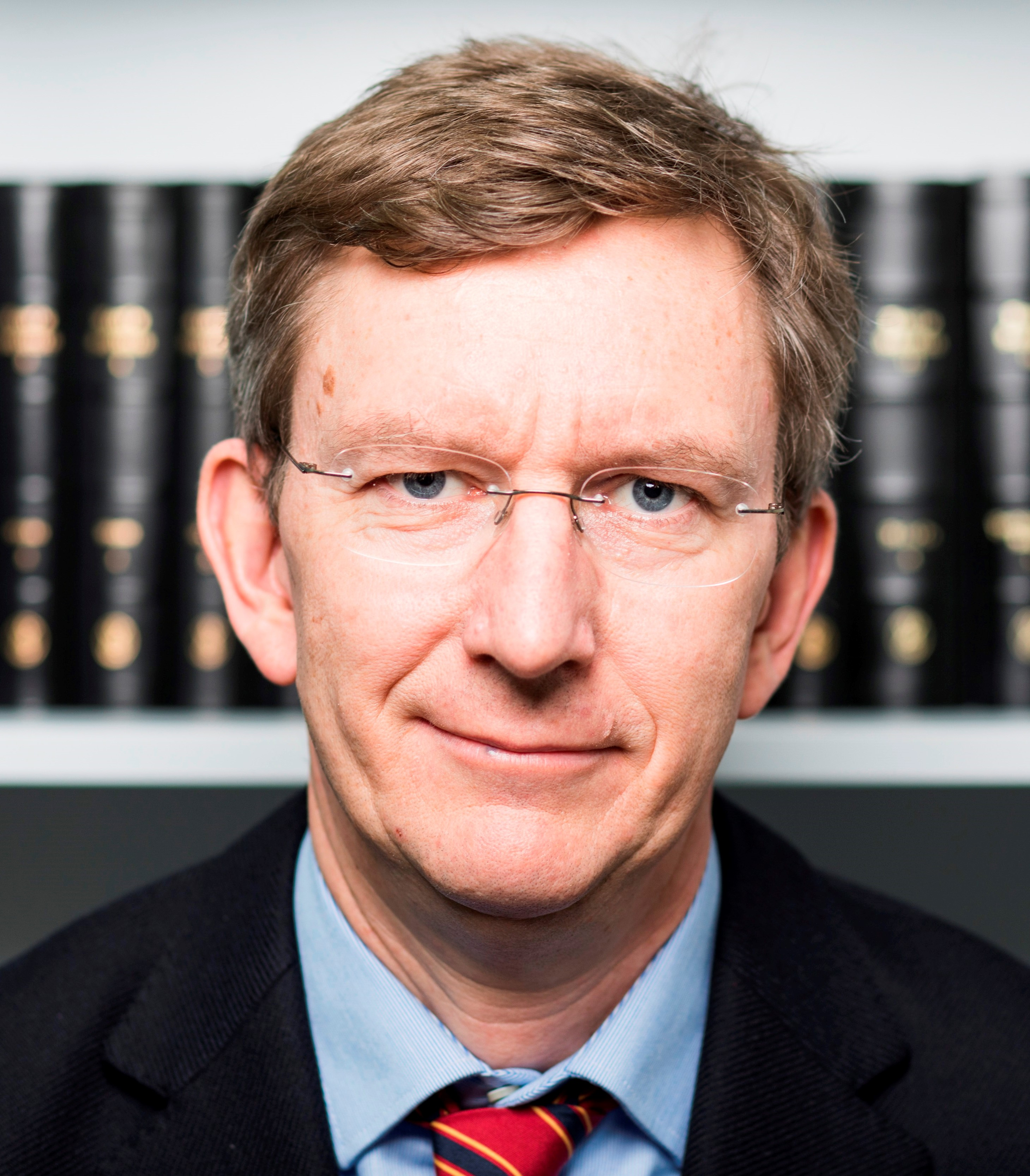
Matthias Mahlmann (* 1966)

- Mahlmann, Max Hermann (1912–2000), deutscher Maler
- Mahlmann, Paul (1892–1963), deutscher Offizier, Militärschriftsteller und Journalist
- Mählmann, Peter (1923–2010), deutscher Bankmanager
- Mahlmann, Regina (* 1959), deutsche Autorin und Soziologin
- Mahlmann, Siegfried August (1771–1826), deutscher Dichter, Schriftsteller und Verleger
- Mahlmann, Theodor (1931–2011), deutscher evangelischer Theologe, Hochschullehrer
- Mahlmann-Bauer, Barbara (* 1954), deutsche Germanistin und Literaturwissenschaftlerin
- Mahlmeister, Benedikt II. (1748–1821), deutscher Benediktinerabt, Stifter
- Mahlmeister, Josef (* 1959), deutscher Schriftsteller
- Mahlmeister, Susanne (1952–2000), deutsche Malerin, Bildhauerin und Fotografin
- Mahlo, Alf (* 1960), deutscher Entertainer, Schauspieler und Produzent
- Mahlo, Dietrich (* 1935), deutscher Jurist und Politiker (CDU), MdA, MdB
- Mahlo, Friedrich (* 1927), deutscher Basketballspieler, -trainer und -funktionär sowie Sportwissenschaftler
- Mahlo, Paul (1883–1971), deutscher Mathematiker
- Mahlock, Lorna, Brigadegeneral der USMC
- Mahlodji, Ali (* 1981), Unternehmer und Autor
- Mahlonoko, Augustine (* 2001), südafrikanischer Fußballspieler
- Mahlow, Bruno (1899–1964), deutscher Gewerkschafts- und KPD-Funktionär
- Mahlow, Bruno junior (1937–2023), deutscher SED-Funktionär und Diplomat
- Mahlow, Dietrich (1920–2013), deutscher Ausstellungsmacher, Kurator und Museumsdirektor
- Mahlow, Wilhelm (1914–1999), deutscher Ruderer
- Mahlow, Wolfgang (* 1949), deutscher Hörspiel- und Kinderbuchautor und Literaturkritiker
- Mahlsdorf, Charlotte von (1928–2002), deutsche Gründerin des Gründerzeitmuseums in Berlin-MahlsdorfCharlotte von Mahlsdorf (1928–2002)

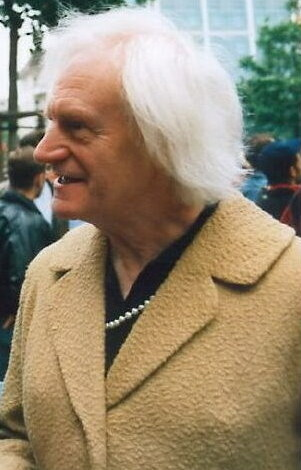
Charlotte von Mahlsdorf (1928–2002)

- Mahlstede, Hinrich († 1700), Bremer Chronist
- Mahlstedt, Albert (1861–1943), deutscher Kommunalpolitiker und Bürgermeister der Stadt Eutin
- Mahlstedt, Christian (1901–1976), deutscher Politiker (SPD), MdBB
- Mahlstedt, Jens (* 1964), deutscher Techno-DJ, Musikproduzent und Remix-Künstler
- Mahlstedt, Jörg (1943–2011), deutscher Nuklearmediziner
- Mahlstedt, Robert, deutscher Fußballspieler
- Mähly, Hans (1888–1977), Schweizer Architekt
- Mähly, Jacob Achilles (1828–1902), Schweizer Altphilologe

### Mahm
- Mahmadbekow, Somon (* 1999), tadschikischer Judoka
- Mahmassani, Hani (1956–2025), libanesisch-US-amerikanischer Verkehrswissenschaftler und Hochschullehrer
- Mahmić, Ermin (* 2005), österreichischer Fußballspieler
- Mahmidzada, Ahmad Khan (* 1997), afghanischer Schauspieler
- Mahmod, Miedya (* 1996), nichtbinäre deutsche Person, die Lyrik und Spoken-Word-Texte verfasst
- Mahmood (* 1992), italienischer SängerMahmood (* 1992)

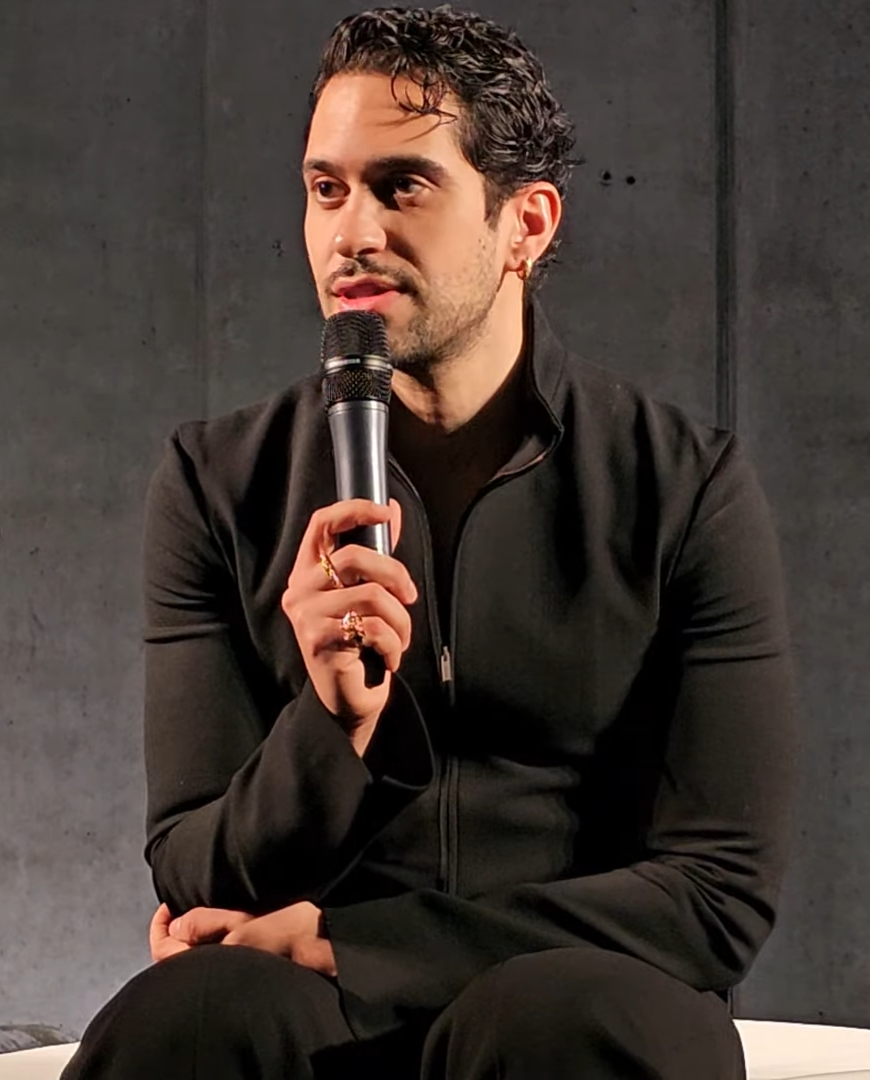
Mahmood (* 1992)

- Mahmood, Attiya (* 1954), pakistanische Diplomatin
- Mahmood, Gulustan (* 1991), irakische Sprinterin
- Mahmood, In Am Sayad (* 1956), deutsche Sozialarbeiterin irakischer Herkunft
- Mahmood, Jemilah (* 1959), malaysische Ärztin und Menschenrechtsaktivistin
- Mahmood, Mazher (* 1963), britischer Journalist
- Mahmood, Saba (1962–2018), poststrukturalistisch-feministische Anthropologin
- Mahmood, Shabana (* 1980), britische Rechtsanwältin und Politikerin (Labour Party)Shabana Mahmood (* 1980)

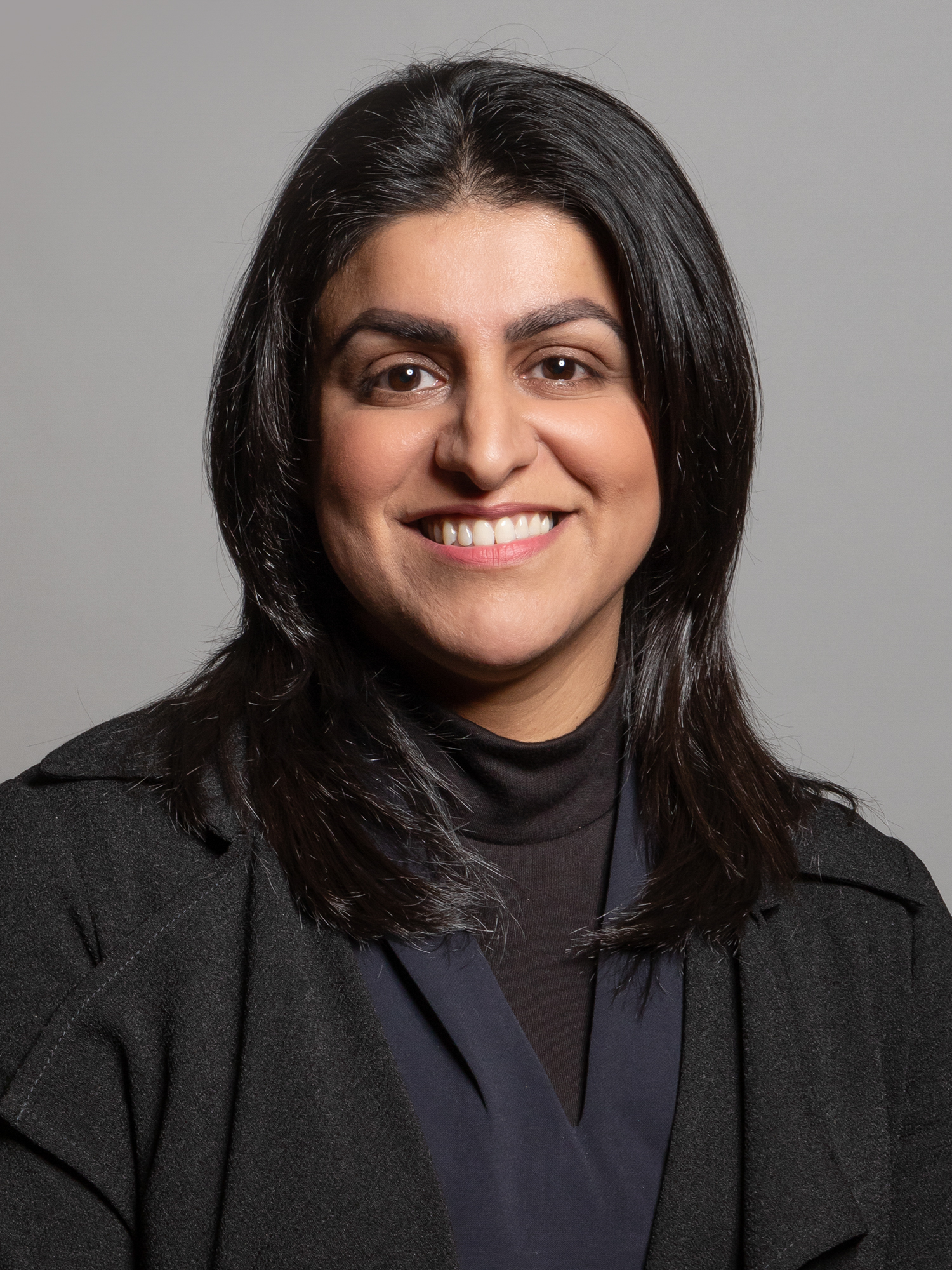
Shabana Mahmood (* 1980)

- Mahmood, Zuhair (* 1952), irakisch-französischer Nuklearwissenchaftler; Persönlichkeit des Islams in Frankreich und in Europa
- Mahmoody, Betty (* 1945), US-amerikanische Autorin
- Mahmoody, Mahtob (* 1979), US-amerikanische Autorin
- Mahmoud Ahmed Hamdy (1815–1885), ägyptischer Astronom und Ingenieur
- Mahmoud Khalil, Mohamed (1877–1941), ägyptischer Politiker, zweimaliger Premierminister
- Mahmoud, Abdelrahman (* 2001), bahrainischer Kugelstoßer
- Mahmoud, Adel (1941–2018), ägyptisch-US-amerikanischer Mediziner, Molekularbiologe und Hochschullehrer
- Mahmoud, Ali, ägyptischer Radrennfahrer
- Mahmoud, Amani (* 2005), deutsche Fußballspielerin
- Mahmoud, Aram (* 1997), niederländischer Badmintonspieler syrischer Herkunft
- Mahmoud, Awadeya (* 1963), sudanesische Genossenschaftsgründerin und Frauenrechtlerin
- Mahmoud, Emi, sudanesische Dichterin und Poetry-Slamerin
- Mahmoud, Hadj (* 2000), tunesischer Fußballspieler
- Mahmoud, Hassan Mohamed (* 1984), ägyptischer Hammerwerfer
- Mahmoud, Joseph (* 1955), französischer Leichtathlet
- Mahmoud, Mohamed (* 1985), österreichischer Salafist und Terrorist
- Mahmoud, Mohamed (* 1998), ägyptischer Fußballspieler
- Mahmoud, Mohammad (* 2005), deutsch-palästinenischer Fußballspieler
- Mahmoud, Mona (* 1980), ägyptische Fußballschiedsrichterassistentin
- Mahmoud, Moustafa (* 2001), ägyptischer Speerwerfer
- Mahmoud, Mustafa Aziz (1923–1989), irakischer General
- Mahmoud, Tuana (* 2003), deutsche Fußballspielerin
- Mahmoudi, Erfan (* 2001), iranischer Zehnkämpfer
- Mahmoudi, Shahla (* 1991), iranische Sprinterin
- Mahmud Begada (1445–1511), Sultan von Gujarat
- Mahmud Dramalı Pascha († 1822), osmanisch-albanischer Staatsmann, Feldherr und Serasker
- Mahmud I. († 1094), Sultan der Seldschuken (1092–1094)
- Mahmud I. (1696–1754), Sultan des Osmanischen Reiches
- Mahmud II. († 1131), Seldschuken-Sultan im westlichen Persien und im Irak
- Mahmud II. (1785–1839), Sultan des Osmanischen Reiches (1808–1839)Mahmud II. (1785–1839)

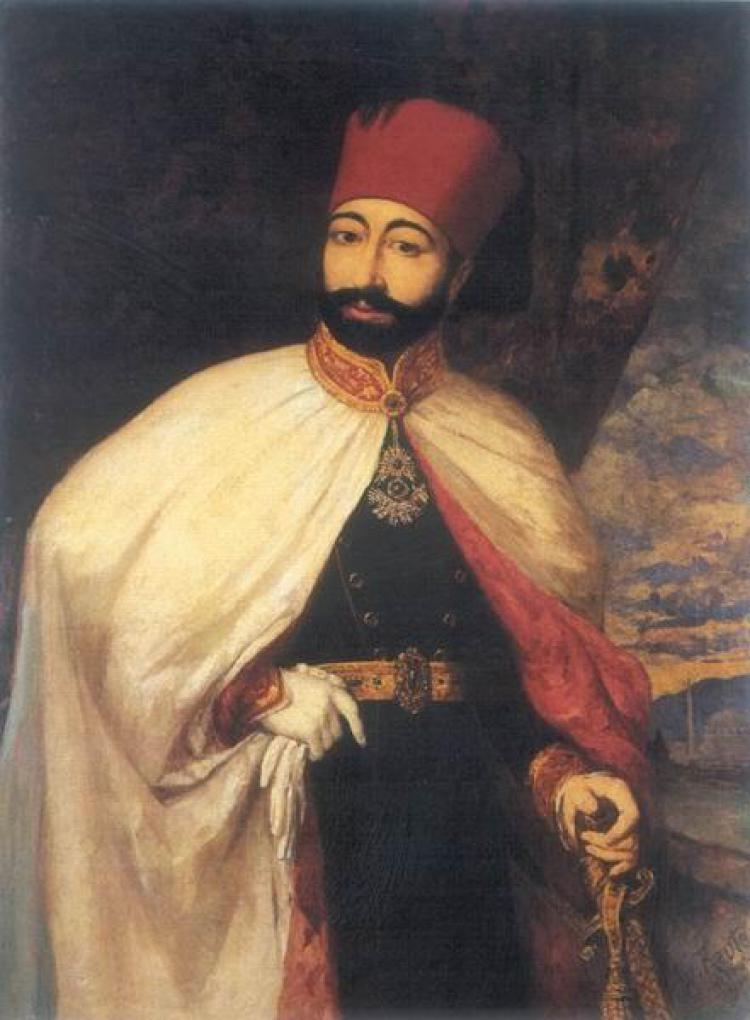
Mahmud II. (1785–1839)

- Mahmud Kâmil Pascha (1880–1922), osmanischer General und Pascha
- Mahmud Muhtar Pascha (1866–1935), osmanischer und türkischer Militär und Diplomat
- Mahmud Nedim Pascha († 1883), osmanischer Politiker
- Mahmud Pascha († 1474), osmanischer Großwesir und Beylerbey
- Mahmud Sami al-Barudi (1839–1904), ägyptischer Politiker und Dichter
- Mahmud Şevket Pascha (1856–1913), osmanischer Militär und Politiker
- Mahmud von Ghazni (971–1030), Ghaznawidenherrscher (998–1030)
- Mahmūd, ʿAbd al-Halīm (1910–1978), ägyptischer Sufi-Gelehrter des Schadhiliyya-Ordens
- Mahmud, Abdel Meguid (* 1946), ägyptischer Generalstaatsanwalt
- Mahmud, Ali Habib (1939–2020), syrischer General und Politiker
- Mahmud, Hasan (* 1999), bangladeschischer Cricketspieler
- Mahmūd, Mustafā (1921–2009), ägyptischer Denker und Philosoph
- Mahmud, Nadschlā (* 1962), Witwe und Cousine des fünften Präsidenten Ägyptens, Mohammed Mursi, und war die First Lady Ägyptens (2012–2013)
- Mahmud, Sabeen (1975–2015), pakistanische Menschenrechtlerin
- Mahmud, Salah Abud (1942–2024), irakischer General
- Mahmud, Sıddık Bin, seldschukischer Architekt
- Mahmud, Yunis (* 1983), irakischer Fußballspieler
- Mahmudi, Al-Baghdadi Ali al- (* 1945), libyscher Politiker
- Mahmudin, Masita (* 1995), indonesische Badmintonspielerin
- Mahmudnizhad, Mona (1965–1983), iranische Bahai
- Mahmudov, Eldar (* 1956), aserbaidschanischer Politiker, Minister für Nationale Sicherheit
- Mahmudov, Yaqub (* 1939), aserbaidschanischer Historiker und Politiker
- Mahmudova, Shahlo, usbekische Politikerin
- Mahmudullah (* 1986), bangladeschischer Cricketspieler
- Mahmutbegović, Melika (* 1959), bosnische Politikerin
- Mahmutćehajić, Rusmir (* 1948), bosnischer Wissenschaftler und Politiker
- Mahmutefendić, Sead (* 1949), bosnischer und kroatischer Dichter, Romancier, Erzähler, Essayist, Publizist und Literaturkritiker
- Mahmutović, Ajdin (* 1986), bosnischer Fußballspieler
- Mahmutovic, Ena (* 2003), deutsche FußballtorhüterinEna Mahmutovic (* 2003)

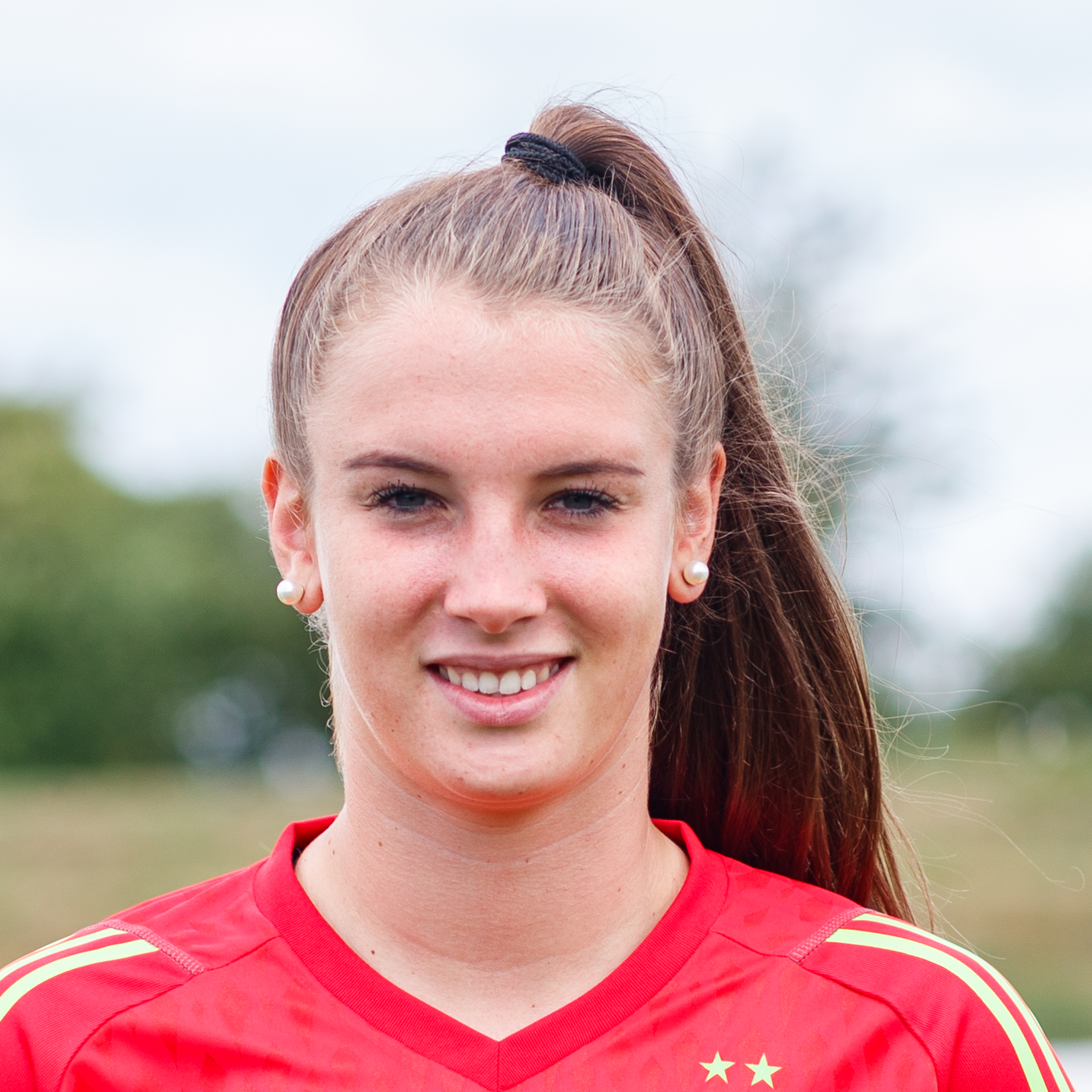
Ena Mahmutovic (* 2003)

- Mahmutovic, Enes (* 1997), luxemburgischer Fußballspieler

### Mahn
- Mahn Erie, Joseph (1925–2017), myanmarischer Geistlicher, römisch-katholischer Bischof von Bassein
- Mahn Sha Lar Phan (1944–2008), myanmarischer Politiker und Rebellenführer
- Mahn, Bruno (* 1887), deutscher Kapitän zur See der Kriegsmarine
- Mahn, Carl August Friedrich (1802–1887), deutscher Romanist, Provenzalist und Anglist
- Mahn, Ernst-Gerhard (1930–2022), deutscher Botaniker
- Mahn, Eva (* 1947), deutsche Kunstwissenschaftlerin, Hochschullehrerin und Fotografin
- Mahn, Frans (1933–1995), niederländischer Radrennfahrer
- Mahn, Hannshubert (1903–1943), deutscher Kunsthistoriker
- Mahn, Heinz (1872–1945), deutscher Architekt, Diplom-Ingenieur und Baugewerbelehrer
- Mahn, Herbert, deutscher Fußballspieler
- Mahn, Inge (1943–2023), deutsche Bildhauerin
- Mahn, Jean-Berthold (1911–1944), französischer Historiker und Zisterzienserforscher
- Mahn, Joachim (* 1963), deutscher Hockeytrainer
- Mähn, Karl-Helmut (* 1960), deutscher Fußballspieler
- Mahn, Larissa (* 1994), deutsche Fußballspielerin
- Mahn, Mirrianne (* 1989), politische Aktivistin, Politikerin und Schauspielerin
- Mahn, Owi (* 1972), deutscher Filmemacher und Videokünstler
- Mahn, Richard (1866–1951), deutscher Kunstmaler
- Mahn, Sandra (* 1980), deutsche Künstlerin, Kinderbuchautorin und Illustratorin
- Mahn-Diedering, Brigitte (1933–1993), deutsche Designerin und Hochschullehrerin
- Mahnashi, Ibrahim (* 1999), saudi-arabischer Fußballspieler
- Mahncke, Alfred (1888–1979), deutscher General der Flieger in der Luftwaffe der Wehrmacht
- Mahncke, Arthur, deutscher Fußballspieler
- Mahncke, Dieter (* 1941), deutscher Politikwissenschaftler
- Mahncke, Gustav (1886–1952), deutscher Schauspieler und Theaterregisseur
- Mahncke, Tobias (* 1984), deutscher Handballspieler
- Mahne, Erhard (1931–2023), deutscher Politiker (SPD), MdB
- Mähne, Erich (* 1934), deutscher Radsportler und DDR-Meister
- Mahne, Peter (* 1959), jugoslawisch-österreichischer Handballspieler und -trainer
- Mahnecke, Carsten (* 1976), deutscher Handballspieler und -trainer
- Mahner, Ernst (1808–1876), deutscher Wanderprediger und Pionier der Naturheilkunde
- Mähner, Gerhard (1910–1970), deutscher nationalsozialistischer Studentenschaftsfunktionär
- Mahner, Martin (* 1958), deutscher Biologe und Wissenschaftsphilosoph
- Mahner-Mons, Emma (1879–1965), deutsche Schriftstellerin und Dramatikerin
- Mahnert, Hermann (1903–1928), österreichischer Offizier, Flieger und Dichter
- Mähnert, Joachim (* 1967), deutscher Historiker und Museumsexperte
- Mahnert, Klaus (1913–2005), österreichischer Politiker (NSDAP, FPÖ), Abgeordneter zum Nationalrat
- Mahnert, Ludwig (1874–1943), deutsch-österreichischer Schriftsteller und evangelischer Geistlicher
- Mahnert, Volker (1943–2018), österreichischer Entomologe
- Mahnić, Antun (1850–1920), jugoslawischer Geistlicher, römisch-katholischer Bischof von Krk
- Mahnicke, Holger (* 1960), deutscher Diplomat
- Mahnig, Anton (1899–1988), österreichischer Jurist und Richter, Vizepräsident des VwGH und des VfGH
- Mahnig, Christof (* 1986), Schweizer Jazzmusiker (Trompete, Komposition) und Mathematiker
- Mahnig, Dominik (* 1989), Schweizer Jazzmusiker (Schlagzeug)
- Mahnke, Adolf (1891–1945), deutscher Bühnenbildner
- Mahnke, Claudia (* 1968), deutsche Opernsängerin (Mezzosopran)
- Mahnke, Dietrich (1884–1939), deutscher Mathematikhistoriker
- Mahnke, Doug, US-amerikanischer Comiczeichner
- Mahnke, Gertrud (1907–1992), deutsche Gewerkschafterin
- Mahnke, Hans (1905–1978), deutscher Theaterschauspieler
- Mahnke, Horst (1913–1985), deutscher Journalist
- Mahnke, Jochanah (* 1997), deutsche Schauspielerin
- Mahnke, Lutz (* 1963), deutscher Bibliotheksdirektor
- Mahnke, Manuela (* 1965), deutsche Kommunalpolitikerin (SPD)
- Mahnke, Wolfgang (* 1937), deutscher Autor niederdeutscher Sprache
- Mahnken, Andreas H. (* 1971), deutscher Radiologe
- Mahnken, Daniel (* 1977), deutscher Floorballspieler, Trainer und Sportwissenschaftler
- Mahnken, Rolf D. (* 1957), deutscher Ingenieur, Wissenschaftler und Hochschullehrer
- Mahnkopf, Birgit (* 1950), deutsche PolitikwissenschaftlerinBirgit Mahnkopf (* 1950)

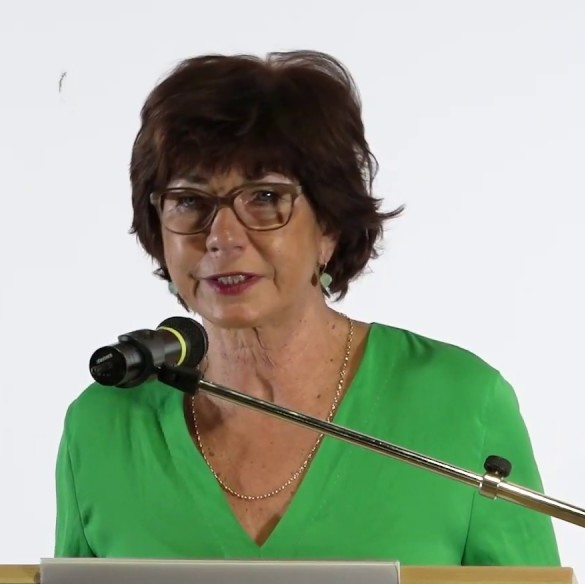
Birgit Mahnkopf (* 1950)

- Mahnkopf, Claus-Steffen (* 1962), deutscher Komponist
- Mahnkopf, Egon (1929–2012), deutscher Architekt
- Mahnkopf, Rebecca (* 1979), deutsche Journalistin, Drehbuchautorin und Medienphilosophin

### Maho
- Maho Kakita (* 2004), japanische Radrennfahrerin
- Maho, Jean-Paul (* 1945), französischer Radrennfahrer
- Mahó, László (1941–2006), ungarischer Radrennfahrer
- Mahoe, Joel Hulu (1831–1891), hawaiischer Häuptling, Missionar in den Gilbertinseln (Kiribati)
- Mahogany, Kevin (1958–2017), US-amerikanischer Jazz-Sänger
- Maholtra, Rio (* 1993), indonesischer Hürdenläufer
- Mahomed, Ismail (1931–2000), südafrikanischer Jurist, Richter am Verfassungsgericht der Republik Südafrika
- Mahomed, Sake Dean (1759–1851), bengalischer Autor und Therapeut
- Mahomes, Pat (* 1970), US-amerikanischer Baseballspieler
- Mahomes, Patrick (* 1995), US-amerikanischer American-Football-SpielerPatrick Mahomes (* 1995)

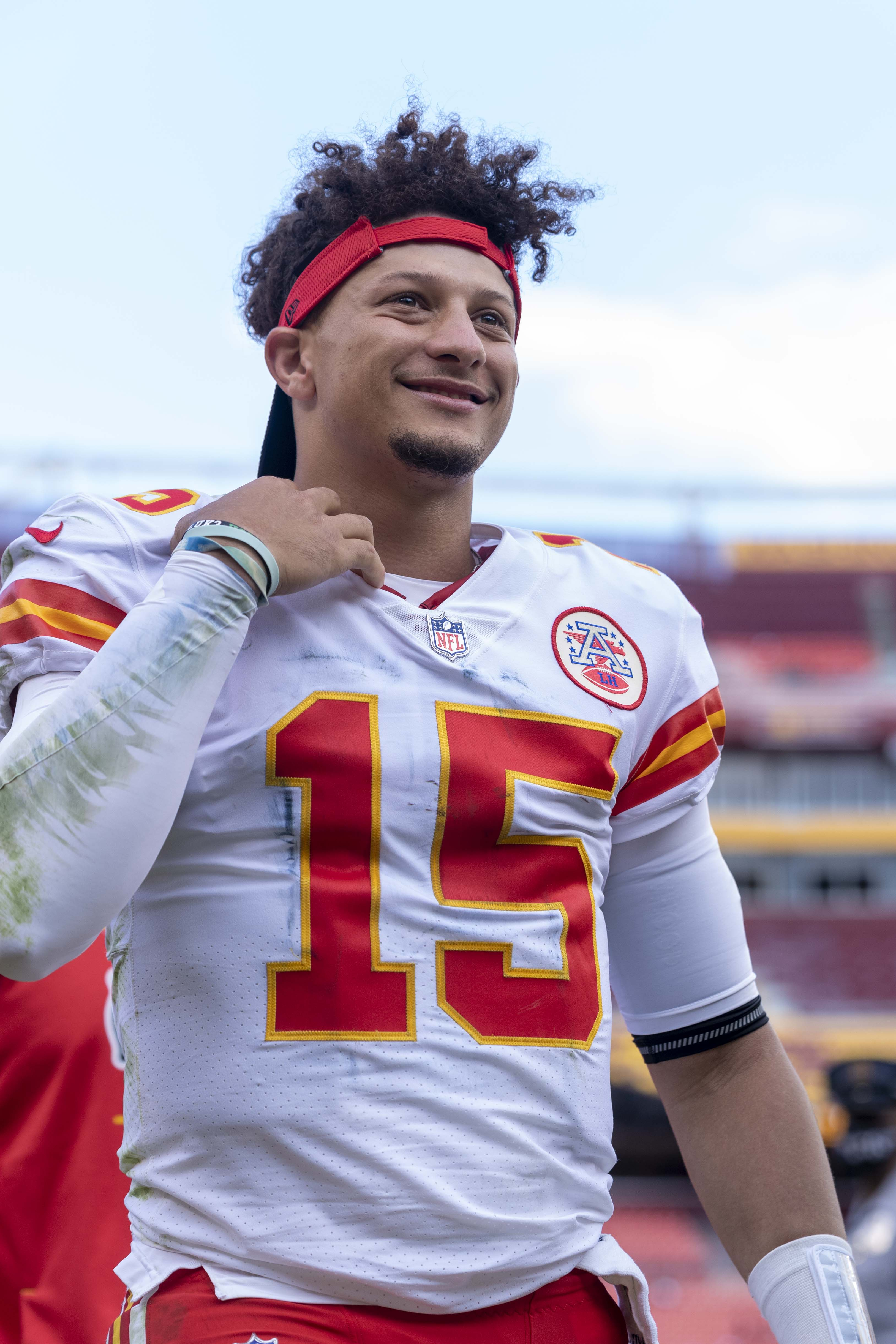
Patrick Mahomes (* 1995)

- Mahommed, Rajab Otukile (* 1997), botswanischer Boxer
- Mahon, Bryan (1862–1930), irisch-britischer Offizier der British Army, zuletzt General, und irischer Senator
- Mahon, Claire, australisch-neuseeländische Juristin
- Mahon, Denis (1910–2011), britischer Kunsthistoriker
- Mahon, Dennis, US-amerikanischer Rechtsextremist und Terrorist
- Mahon, Derek (1941–2020), irischer Dichter
- Mahon, Gabriel H. (1889–1962), US-amerikanischer Politiker
- Mahon, Gavin (* 1977), englischer Fußballspieler
- Mahon, George H. (1900–1985), US-amerikanischer Politiker
- Mahon, Gerald (1922–1992), britischer römisch-katholischer Ordensgeistlicher und Weihbischof in Westminster
- Mahon, Hugh (1857–1931), australischer Politiker und Außenminister
- Mahon, Jack (1911–1993), englischer Fußballspieler und -trainer
- Mahon, John (* 1999), irischer Fußballspieler
- Mahon, John Christopher (1922–2004), irischer Ordensgeistlicher, Bischof von Lodwar
- Mahon, Mark (* 1965), deutsch-kanadischer Eishockeyspieler und -trainer
- Mahon, Pascal (* 1957), Schweizer Rechtswissenschaftler
- Mahon, Sean, irischer Schauspieler
- Mahon, Sébastien (* 1999), französischer Biathlet
- Mahon, Tammy (* 1980), kanadische Volleyballspielerin
- Mahon, Thaddeus Maclay (1840–1916), US-amerikanischer Politiker
- Mahone, Austin (* 1996), US-amerikanischer Popmusiker
- Mahone, William (1826–1895), Generalmajor der Armee der Konföderierten Staaten von Amerika im Sezessionskrieg
- Mahones, Gildo (1929–2018), US-amerikanischer Jazzpianist des Modern Jazz
- Mahoney Tsigdinos, Pamela (* 1963), US-amerikanische Autorin und Bloggerin
- Mahoney, Balls (1972–2016), US-amerikanischer Wrestler
- Mahoney, Carolyn (* 1946), US-amerikanische Mathematikerin und Hochschullehrerin
- Mahoney, Chris (* 1959), britischer Ruderer
- Mahoney, Christopher J. (* 1965), US-amerikanischer GeneralChristopher J. Mahoney (* 1965)

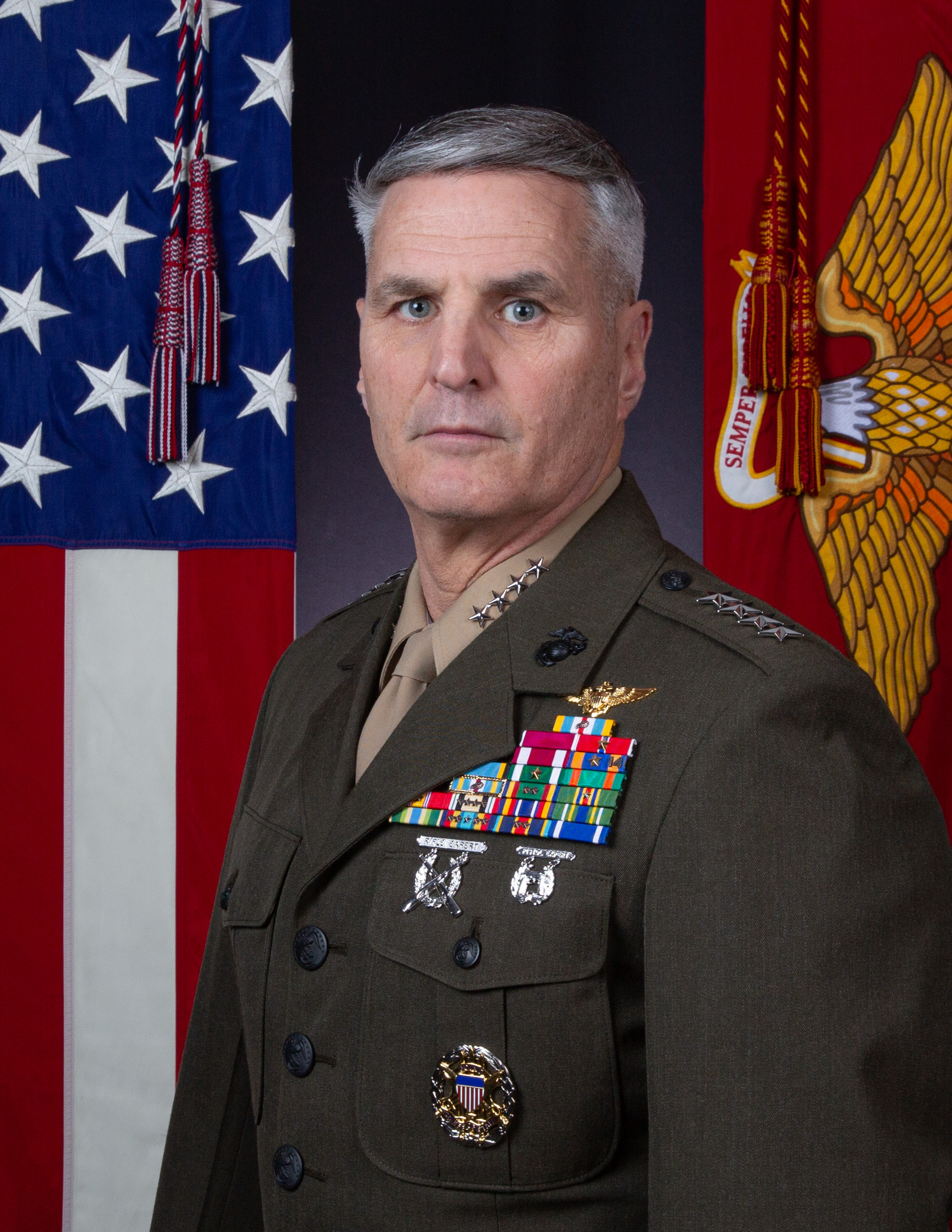
Christopher J. Mahoney (* 1965)

- Mahoney, Florence (* 1929), gambische Historikerin und Hochschullehrerin
- Mahoney, Hannah (1884–1974), gambische Politikerin
- Mahoney, Ike (1901–1961), US-amerikanischer American-Football- und Basketball-Spieler
- Mahoney, James (* 1941), US-amerikanischer Basketballspieler
- Mahoney, Jeremiah T. (1878–1970), US-amerikanischer Anwalt, Richter, Kommunalpolitiker und Sportfunktionär
- Mahoney, Jock (1919–1989), US-amerikanischer Schauspieler und Stuntman
- Mahoney, John (1940–2018), englisch-amerikanischer SchauspielerJohn Mahoney (1940–2018)

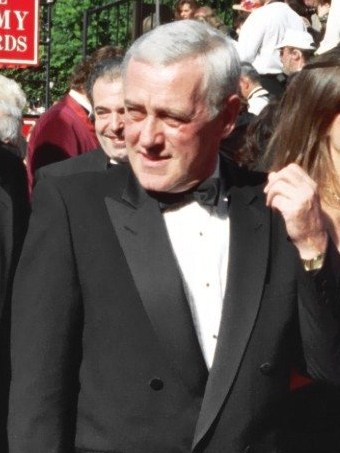
John Mahoney (1940–2018)

- Mahoney, John Andrew (1919–2012), gambischer Mediziner
- Mahoney, John F. (1889–1957), US-amerikanischer Mediziner
- Mahoney, Les, US-amerikanischer Schauspieler, Filmproduzent und Drehbuchautor
- Mahoney, Louis (1938–2020), britischer Schauspieler
- Mahoney, Mallory James (* 2005), US-amerikanische Schauspielerin
- Mahoney, Margaret E. (1924–2011), US-amerikanische Managerin
- Mahoney, Margie (* 1952), US-amerikanische Skilangläuferin
- Mahoney, Mary Eliza (1845–1926), US-amerikanische Krankenschwester
- Mahoney, Michael S. (1939–2008), US-amerikanischer Mathematikhistoriker
- Mahoney, Patrick Morgan (1929–2012), kanadischer Politiker und Jurist
- Mahoney, Paul (* 1946), britischer Jurist, Richter
- Mahoney, Peter P. (1848–1889), US-amerikanischer Politiker
- Mahoney, Richard (* 1951), US-amerikanischer Politiker (Demokratische Partei) und Hochschullehrer
- Mahoney, Tim (* 1956), US-amerikanischer Politiker
- Mahoney, Walter J. (1908–1982), US-amerikanischer Rechtsanwalt, Richter und Politiker
- Mahoney, William F. (1856–1904), US-amerikanischer Politiker
- Mahoney, William Patrick junior (1916–2000), US-amerikanischer Jurist, Soldat und Politiker
- Mahoni, Toni (* 1976), deutscher Medienkünstler
- Mahony, Bill (* 1949), kanadischer Schwimmer
- Mahony, Dominic (* 1964), britischer Pentathlet
- Mahony, Frank P. (1862–1916), australischer Maler, Aquarellist und Illustrator
- Mahony, Harold (1867–1905), irischer Tennisspieler
- Mahony, Michael Joseph (* 1951), australischer Biologe
- Mahony, Roger Michael (* 1936), US-amerikanischer Geistlicher, Kardinal der römisch-katholischen Kirche und Erzbischof von Los AngelesRoger Michael Mahony (* 1936)

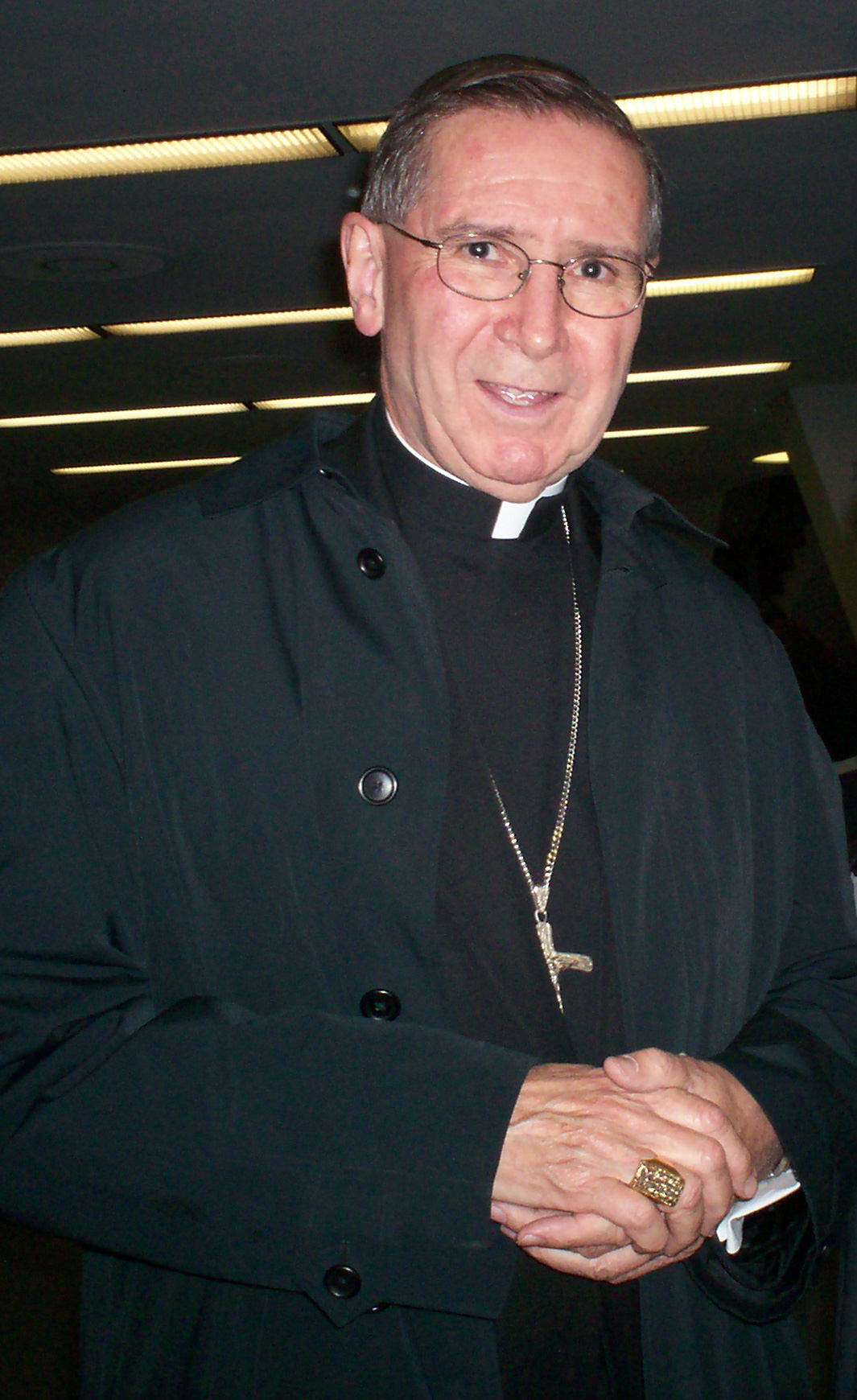
Roger Michael Mahony (* 1936)

- Mahony, William (1919–1994), irischer römisch-katholischer Ordensgeistlicher und Bischof von Ilorin
- Mahood, Gail A. (* 1951), US-amerikanische Petrologin, Vulkanologin und Geochemikerin
- Mahood, Hattie (1860–1940), englisch-britische Journalistin, Seelsorgerin, Frauenrechtsaktivistin und Suffragette
- Mahorič, Mitja (* 1976), slowenischer Radrennfahrer
- Mahorn, Atlee (* 1965), kanadischer Leichtathlet
- Mahorn, Rick (* 1958), US-amerikanischer Basketballspieler und -trainer
- Mahotkin, Darja (* 1992), deutsche Film- und Theaterschauspielerin
- Mahou, Hicham (* 1999), marokkanischer Fußballspieler
- Mahoudo, Nolann (* 2002), französischer Radrennfahrer
- Mahoungou, Anthony (* 1994), französischer American-Football-Spieler
- Mahouvé, Marcel (* 1973), kamerunischer Fußballspieler
- Mahouvet, Rhita, kamerunische Sprinterin
- Mahovlich, Frank (* 1938), kanadischer Eishockeyspieler und Politiker
- Mahovlich, Pete (* 1946), kanadischer Eishockeyspieler und -trainer
- Mahowald, Mark (1931–2013), US-amerikanischer Mathematiker
- Mahowald, Misha (1963–1996), US-amerikanische Biologin und Neurowissenschaftlerin
- Mahowald, Natalie (* 1963), US-amerikanische Erdsystemwissenschaftlerin

### Mahp
- Mahpeyker, Kösem († 1651), Ehefrau von Sultan Ahmed I. des Osmanischen ReichesKösem Mahpeyker († 1651)

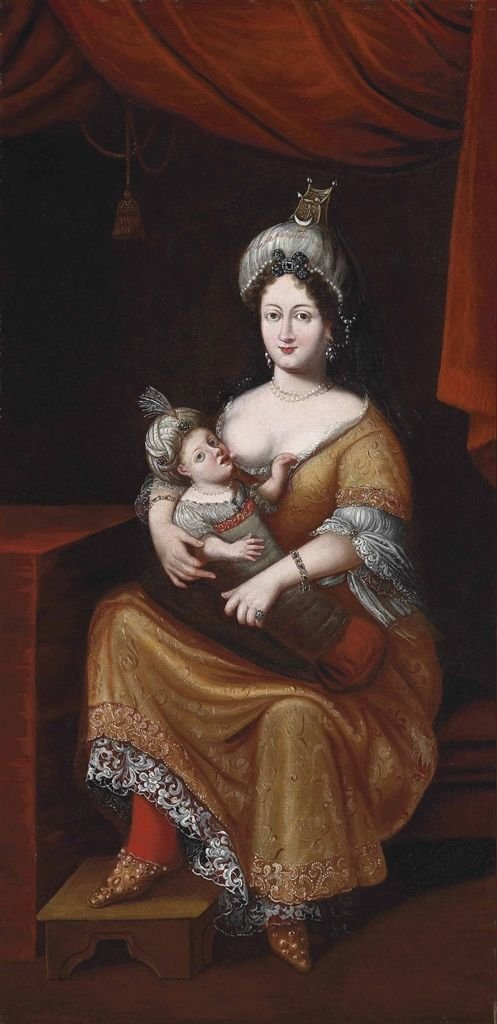
Kösem Mahpeyker († 1651)

### Mahr
- Mahr, Adolf (1887–1951), österreichischer Archäologe
- Mahr, Albrecht (* 1943), deutscher Psychoanalytiker, Familientherapeut und Autor
- Mahr, Alexander (1896–1972), österreichischer Volkswirtschaftler
- Mähr, Andreas Josef (1893–1957), österreichischer Politiker (ÖVP), Landtagsabgeordneter zum Vorarlberger Landtag
- Mahr, Beate (* 1950), deutsche Politikerin (SPD), MdL
- Mahr, Bernd (1945–2015), deutscher Mathematiker
- Mahr, Carl (1900–1991), deutscher Chemiker und Hochschullehrer
- Mähr, Carmen (* 1951), österreichische Hürdenläuferin
- Mähr, Christian (* 1952), österreichischer Chemiker und Schriftsteller
- Mahr, Curt (1907–1978), deutscher Komponist und Akkordeonist
- Mahr, Franz Anton (1830–1891), böhmischer Komponist und Militärkapellmeister
- Mahr, Fred (1907–1980), Schweizer Schauspieler und Regisseur
- Mahr, Georg (1889–1967), deutscher Bildhauer
- Mahr, Gustav (1858–1930), böhmischer Komponist und Militärkapellmeister
- Mahr, Hans (* 1949), österreichischer Journalist und MedienmanagerHans Mahr (* 1949)

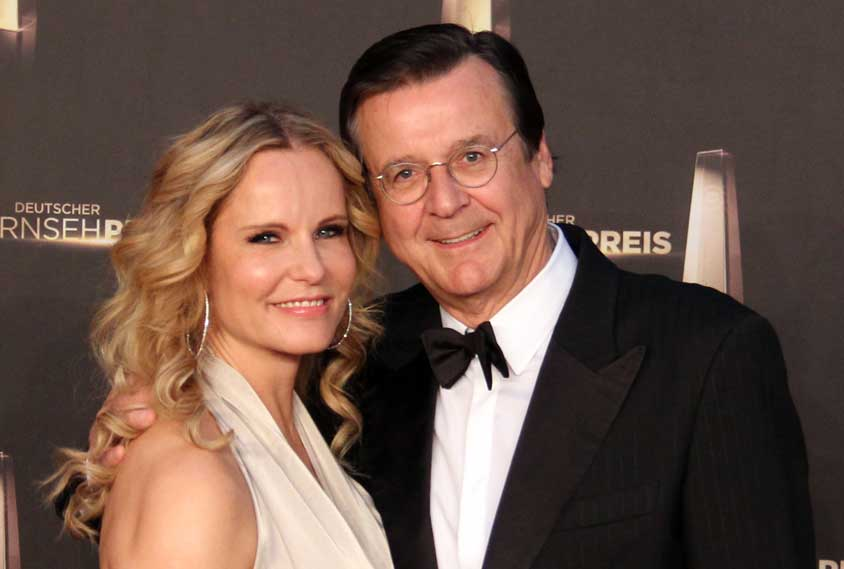
Hans Mahr (* 1949)

- Mahr, Hermann (1874–1945), deutscher Architekt
- Mahr, Herwig (* 1959), österreichischer Politiker (FPÖ), Landtagsabgeordneter
- Mahr, Johann Christian (* 1787), deutscher Geologe und Freund Goethes
- Mahr, Johannes (* 1941), deutscher Literaturwissenschaftler
- Mahr, Karl (1890–1945), deutscher Grafiker und Holzschneider
- Mahr, Kurt (1934–1993), deutscher Schriftsteller
- Mähr, Lukas (* 1990), österreichischer Segler
- Mahr, Manfred (* 1955), deutscher Politiker (GAL), MdHB
- Mahr, Markus (* 2000), österreichischer Handballspieler
- Mahr, Melchior (1789–1842), Abt von Stift Tepl
- Mahr, Nikolaus (1821–1894), Unternehmer und Mitglied des Provinziallandtages der Provinz Hessen-Nassau
- Mahr, Timothy (* 1956), US-amerikanischer Komponist, Dirigent und Musikpädagoge
- Mahr, Walter (* 1965), deutscher Geigenbaumeister und Luthologe
- Mahr, Wolfgang (1952–2025), deutscher Fußballspieler und -trainer
- Mahr-Köster, Käthe (1886–1950), deutsche Malerin
- Mahrad, Ahmad (1938–2011), iranischer Politikwissenschaftler und Hochschullehrer
- Mahramzadeh, Hassan (* 1941), deutscher Dokumentar-Fotograf, Lehrbeauftragter und Bildbände-Autor
- Mahraun, Artur (1890–1950), Gründer und „Hochmeister“ des Jungdeutschen Ordens
- Mahraun, Johannes (1838–1902), deutscher Philologe
- Mahrdt, Niklas (* 1967), deutscher Medienwissenschaftler, Professor für Medienwirtschaft
- Mahre, Phil (* 1957), US-amerikanischer Skirennläufer
- Mahre, Steve (* 1957), US-amerikanischer Skirennläufer
- Mahrenberger, Hannes (1910–1996), österreichischer Arzt, Sänger, Gitarrist, Liedtexter und Volksliedsammler
- Mahrenbrand, Lucas (1911–1994), österreichischer Maler, Grafiker und Zeichner
- Mahrendorff, C. S. (1963–2004), deutscher Schriftsteller
- Mahrenholtz, Hans (1909–2000), deutscher Landwirt, Genealoge und Sachbuchautor
- Mahrenholtz, Katharina (* 1970), deutsche Journalistin und BuchautorinKatharina Mahrenholtz (* 1970)

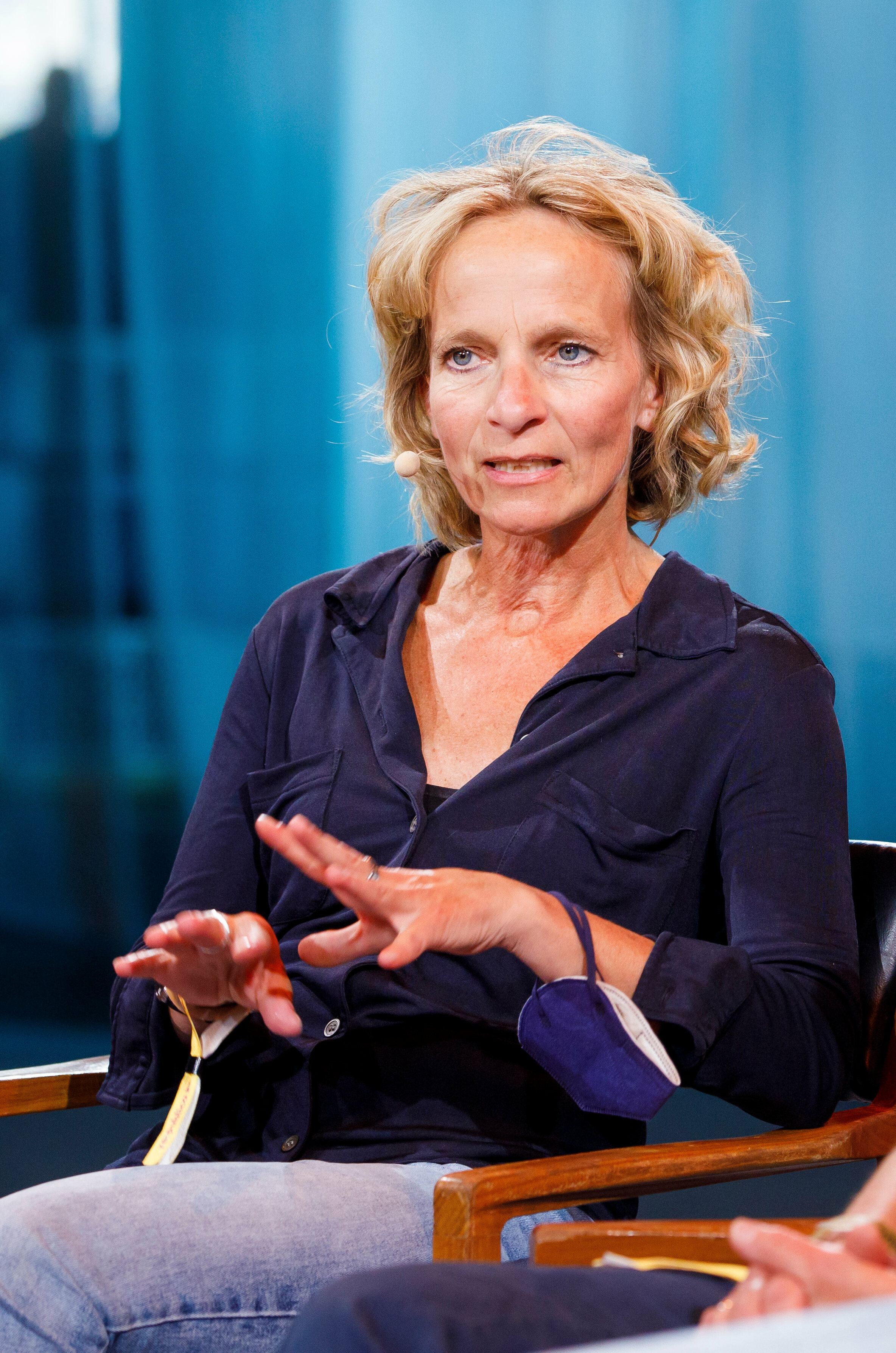
Katharina Mahrenholtz (* 1970)

- Mahrenholtz, Oskar (1931–2020), deutscher Ingenieur und Hochschullehrer
- Mahrenholtz, Wilhelm Albrecht Christian von (1752–1808), deutscher Politiker
- Mahrenholz, Christhard (1900–1980), deutscher Musikwissenschaftler, Pfarrer und Textdichter, Abt des Klosters Amelungsborn
- Mahrenholz, Ernst Gottfried (1929–2021), deutscher Jurist, Politiker (SPD) und NDR-Funktionär, Richter am BVerfG
- Mahrenholz, Hans Christhard (1928–2022), deutscher Verwaltungsjurist
- Mahrenholz, Jobst, deutscher Autor
- Mahrenholz, Mandy-Marie (* 1986), deutsche Schauspielerin, Tänzerin und Sängerin
- Mahrenholz, Rolf (1902–1991), deutsch-britischer Fotograf und Dokumentarfilmer
- Mahrer, Anne (* 1948), Schweizer Politikerin (Grüne)
- Mahrer, Daniel (* 1962), Schweizer Skirennläufer
- Mahrer, Harald (* 1973), österreichischer Unternehmer, PublizistHarald Mahrer (* 1973)

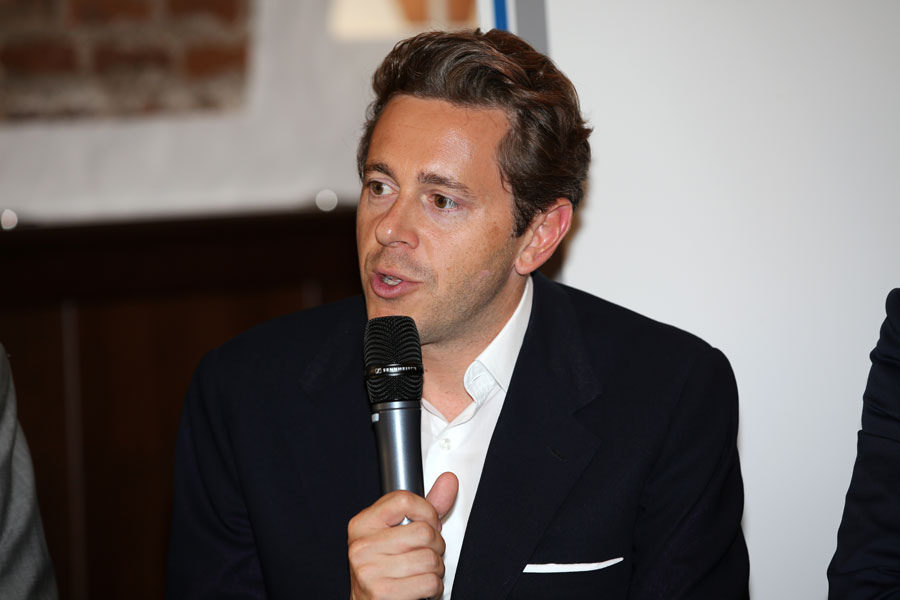
Harald Mahrer (* 1973)

- Mahrer, Helmuth (1934–1995), Schweizer Bildender Künstler
- Mahrer, Isabell (1917–2013), Schweizer Juristin, Schauspielerin und Frauenrechtlerin
- Mahrer, Karl (* 1955), österreichischer Polizist, Wiener Landespolizeikommandant
- Mahrer, Louis (1917–1977), österreichischer Schriftsteller
- Mahrer, Paul (1900–1985), tschechoslowakisch-amerikanischer Fußballnationalspieler
- Mahrer, Thorsten (* 1990), österreichischer Fußballspieler
- Mahrez, Riyad (* 1991), französisch-algerischer FußballspielerRiyad Mahrez (* 1991)

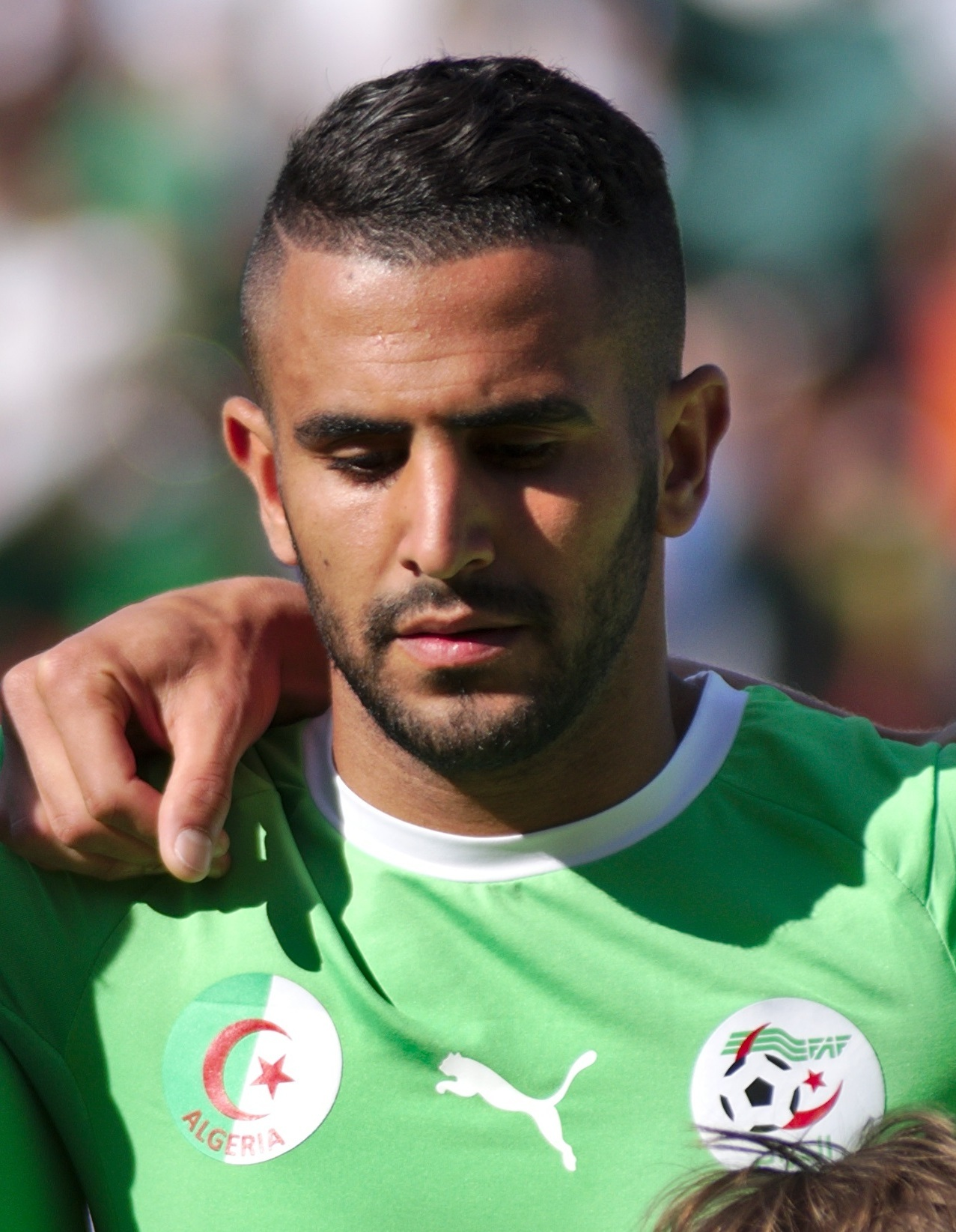
Riyad Mahrez (* 1991)

- Mahrholdt, Erwin (1900–1925), deutscher Dichter, Maler und erster Biograf Georg Trakls
- Mahrholz, Erich (1879–1969), deutscher Konteradmiral der Kriegsmarine
- Mahri, Hasan al- (* 1978), emiratischer Fußballschiedsrichterassistent
- Mahringer, Anton (1902–1974), österreichischer Maler
- Mahringer, Erika (1924–2018), österreichische Skirennläuferin
- Mahringer, Peter (1943–2003), österreichischer Beamter
- Mährlein, Martin (1892–1973), deutscher Politiker (SPD), MdA
- Mährlen, Johannes (1803–1871), deutscher Ökonom und Historiker
- Mahrooghi, Mahla (* 2002), iranische Leichtathletin
- Mahrouqi, Khalifa Al (* 1996), Eishockeyspieler aus den Vereinigten Arabischen Emiraten
- Mahrová, Marie (* 1947), tschechische Astronomin und Asteroidenentdeckerin
- Mahrt, Christopher (* 1989), deutscher Fußballspieler
- Mahrt, Erich (1910–1988), deutscher Elektriker, Gerechter unter den Völkern
- Mahrt, Jürgen Friedrich (1882–1940), Fotograf und Naturkundler
- Mahrt, Preben (1920–1989), dänischer Schauspieler und Sänger
- Mahrt, Ulla (1936–2025), deutsche Schauspielerin und Hörspielsprecherin
- Mahrt, William Peter, US-amerikanischer Musikhistoriker
- Mahruki, Nasuh (* 1968), türkischer Bergsteiger, Schriftsteller, Fotograf, Dokumentarfilmer und PolitikerNasuh Mahruki (* 1968)

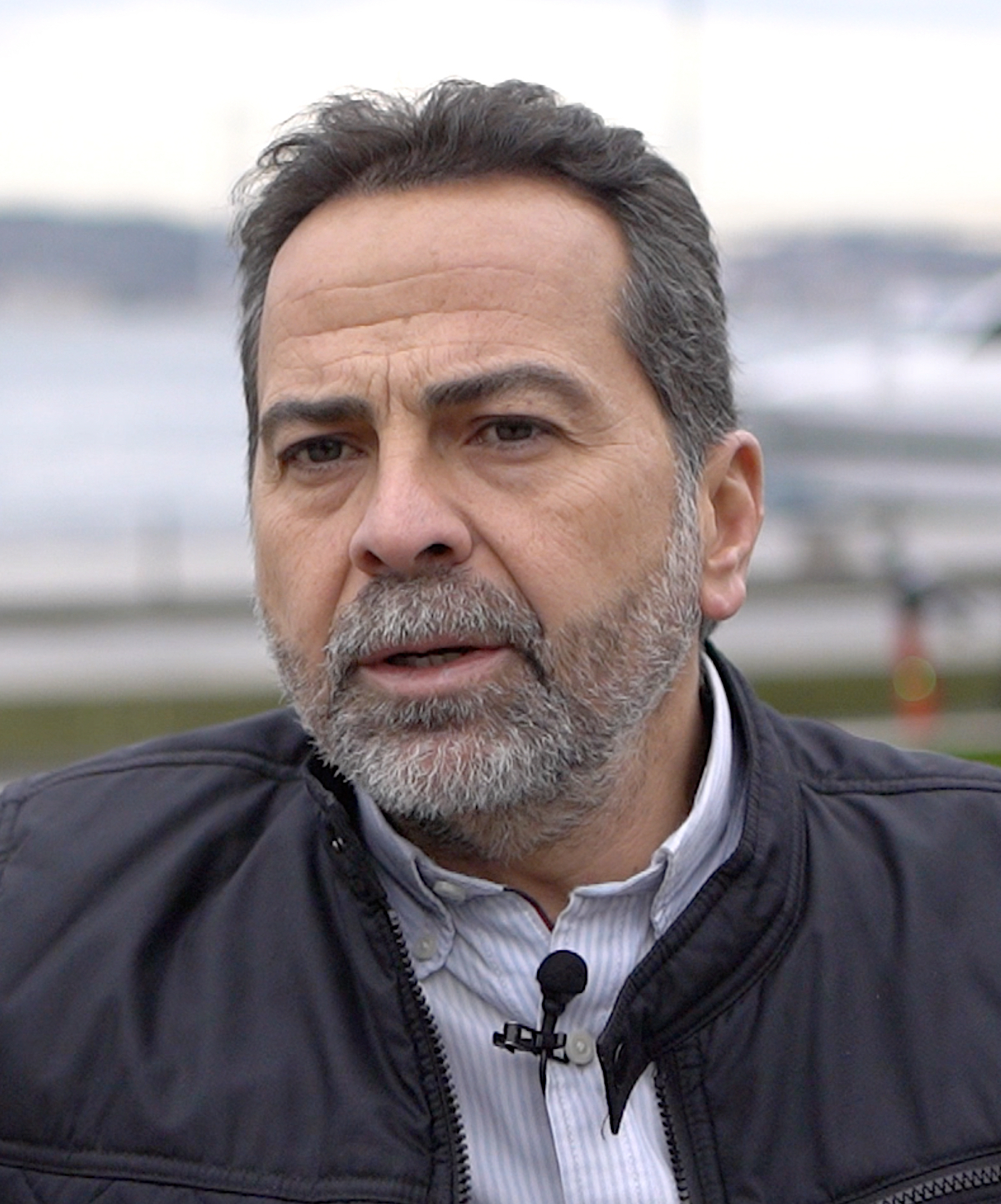
Nasuh Mahruki (* 1968)

### Mahs
- Mahsati, persische Dichterin
- Mahsberg, Manfred (* 1963), deutscher Künstler
- Mahsuli, Sadeq (* 1959), iranischer Innenminister

### Maht
- Mahta, El-Hassan (* 1965), marokkanischer Skirennläufer

### Mahu
- Mahu, Edem, ghanaische Geowissenschaftlerin und Hochschullehrerin
- Mahu, Jacques (1564–1598), niederländischer Entdeckungsreisender
- Mahu, Stephan, franko-flämischer Komponist, Sänger und Posaunist der Renaissance
- Mahuad, Jamil (* 1949), ecuadorianischer Politiker, Rechtsanwalt, Präsident von Ecuador (1998–2000)
- Mahugu, Gordon Mugi (* 1981), kenianischer Langstreckenläufer
- Mahulette, Gayle (* 1993), niederländische Badmintonspielerin
- Ma'huno Bulerek Karathayano (1949–2021), osttimoresischer Freiheitskämpfer
- Mahupuku, Maata (1890–1952), Māori-Frau mit Mana von dem Stamm der Ngāti Kahungunu in Neuseeland
- Mahura, Josh (* 1998), kanadischer Eishockeyspieler
- Mahurin, Samantha (* 1999), Schauspielerin
- Mahusin, Maziah (* 1993), bruneiische Hürdenläuferin
- Mahusius, Johannes († 1572), niederländischer römisch-katholischer Bischof von Deventer
- Mahut, Melissanthi (* 1988), griechisch-kanadische Schauspielerin
- Mahut, Nicolas (* 1982), französischer Tennisspieler
- Mahuta Tawhiao (1854–1912), dritter König der Māori in Neuseeland
- Mahuta, Nanaia (* 1970), neuseeländische Politikerin
- Mahutschich, Jaroslawa (* 2001), ukrainische HochspringerinJaroslawa Mahutschich (* 2001)

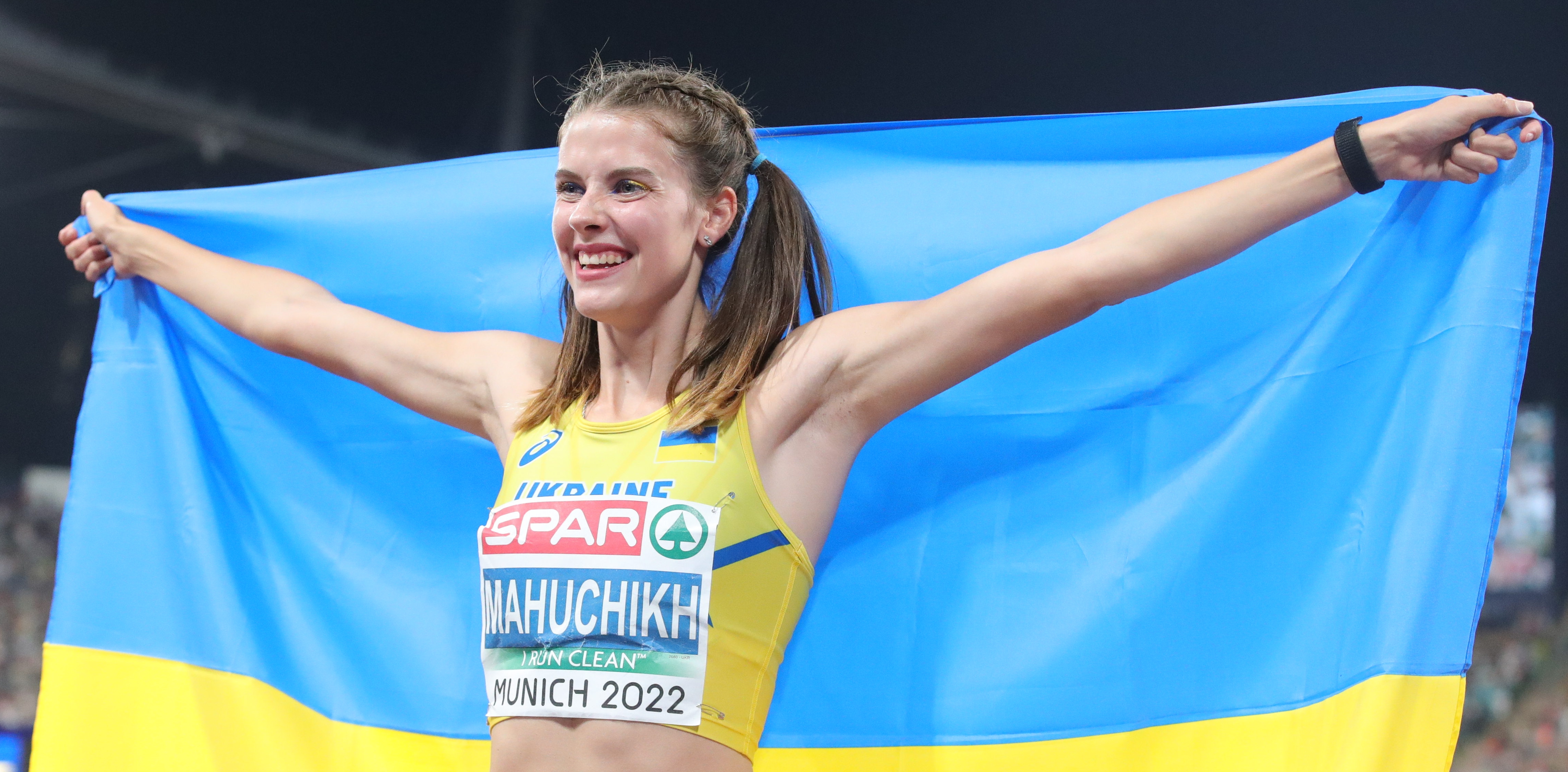
Jaroslawa Mahutschich (* 2001)

- Mahuza Yava, Charles (* 1960), kongolesischer Ordensgeistlicher, Apostolischer Vikar des Archipels der Komoren

### Mahw
- Mahwash (* 1947), afghanische Sängerin

### Mahy
- Mahy, François de (1830–1906), französischer Politiker
- Mahy, Margaret (1936–2012), neuseeländische Schriftstellerin